# Jiří Jirásek
Jiří Jirásek (* 23. dubna 1932 Pardubice) je český výtvarník, karikaturista, spisovatel, původním vzděláním a povoláním architekt.

## Život
Jiří Jirásek vystudoval školu architektury u prof. J. Gruse na Vysoké škole uměleckoprůmyslové v Praze. Je autorem satirických povídek a básní.[zdroj?] Od roku 1982 publikoval jen v rámci samizdatové České expedice editované básníkem a novinářem Jaromírem Hořcem, kde upravoval, ilustroval a vydával i své texty. V pookupační době kreslil politické karikatury, které mohly vyjít až v roce 1992 v knižní podobě v nakladatelství Evropský kulturní kruh po názvem U nás.

## Dílo

### Samostatné výstavy
- 1962 Praha, Galerie Lidové demokracie – Kresby k pláči
- 1963 Karikatury – Děčín – ZK Nářadí
- 1963 Humor bez legrace – Jirásek, Nepraš, Steklík - Brno
- 1964 Nálezy – kresby – Jirásek, Nepraš, Steklík - Pardubice
- 1968 a 1984 Jiří Jirásek – Atelier Mensch
- 1969 Hamburg, Galerie
- 1969 Newcastle, Velká Británie, „AUGUST 1968“
- 1984 Hamburg, Galerie Mensch
- 1985 Kappeln, Německo, „Das Letzte Paradies“
- 1986 Dánsko, putovní výstava; Silkeborg, Arhus, Creva
- 1990 Praha, Divadlo Semafor 1992 Hamburg, Museum für Kunst und Gewerbe "Leibeigenschaften"
- 1992 Kappeln, Německo
- 1992 Praha, Euroklub, Gra - fiky
- 1994 Odense, Dánsko, Grafické muzeum – Poslední ráj
- 1996 Praha, Parlament České republiky
- 1996 Praha, Galerie Fronta – Zpodoby
- 1999 Praha, Faustův dům
- 2000 Praha, Faustův dům Bez nich by to nebylo ono
- 2002 Praha, Lobkovický palác na Hradčanech – Vystřiženo
- 2010 Praha, Libri prohibiti, výstava grafik a ilustrací Jiřího Jiráska pro samizdatovou Českou expedici
- 2019 Praha, kostel Nejsvětějšího Srdce Páně - Tříkrálová, soubor 70 grafik

### Odměny a ceny
- 1967 Ceny – Heist Duinbergen – Holandsko
- 1975 L’art dell’ umorismo nel muonde – Wercelli Italie

### Knihy
- Kamení, texty a kresby, Blok Brno, 1967[4]
- Kresby, Odeon, 1969, (Vytištěno a zlikvidováno)
- Pragenzmije, básně, ilustrace, Česká expedice 1986
- U nás, karikatury z let 1965 – 88, Česká expedice, 1988[2]
- 50 básní, ilustrace, Česká expedice, 198l
- U nás, výběr karikatur z let 1965 – 90, Evropský kulturní klub
- Vlastenecky? vlastně necky – soukromý tisk –1998
- Třesky plesky vlastenecky, Básně, ilustrace, Makropulos 1999

### Ilustrace
- Milan Schulz: Napalmach, ilustrace, Čs. spisovatel, 196l
- Břetislav Hartl: Malý inspiromat, Mladá fronta, 1965
- Kolektiv autorů: Povídky Pejskové a hafani, ilustrace, Lidové nakladatelství, 1969 a 1983
- Jan Hynek: Bez glejtu, ilustrace, Česká expedice samizdat, 1979
- Jan Zahradníček: Znamení moci, ilustrace, Česká expedice, 1979
- lvan Blatný: Poblíž katedrál, ilustrace
- Zdeněk Kalista: Veliká noc, ilustrace, Česká expedice, 1982, PMW Mnichov, 1987
- Petr Burian: Úzkost, ilustrace, Česká expedice, 1983 II. vydání s novými ilustracemi, 1985
- Jan Čech: Soudný den, ilustrace, Česká expedice, 1988
- Čestmír Vejdělek: Na hrotu plamene, ilustrace, Česká expedice, 1988
- Ivan Blatný: Erbovní znamení, ilustrace, Česká expedice, 1989
- Jiří Jirásek: Na střepech volnosti, sborník poezie, ilustrace, Česká expedice, 1989
- Jan Zahradníček: Znamení moci, ilustrace, Lidové nakladatelství, 1992
- Petr Burian: Básně bez sametu, ilustrace, Alternativy, 1995
- Jaromír Hořec: Bez glejtu – Cejchy, ilustrace, Riopress, 2001
- Miloslav Syruček: Diplomatické maléry, Mladá Fronta, 2004
- Jiří Žáček, Miroslav Huptych: Nezabiješ jazyk od dobrého slova, Knižní Klub 2004
- Václav Kubín: Nápisy na zdi, Knižní Klub, 2006

### Film, divadlo, televize
- Malý osud – anim. film – scénář, výtv. řešení – režie;Studio Bratři v triku Praha – 1966[5]
- My vrabčáci –13dílný kreslený seriál pro děti podle předlohy Jordana Radičkova, scénář Jirásek, Ryzcová, – Česká televize 1973
- Dopis – scénář, kresby – BRD 1966
- Vernisáž – kombinovaný film, kresby, pantomima – námět, scénář spolupráce LadislavFialka – BRD
- Kresby, scénické diapositivy: Vyšinutá hrdlička – Divadlo Na zábradlí 1962-3
- Scéna, výtvarné řešení: Písničky pod rentgenem dvanáctidílný seriál – Televize Brno 1971

### Spolupráce s časopisy
- Mladý svět, Plamen, Host do domu, Literární noviny, Světová literatura, Kultura, Výtvarné umění, Škrt, Lidové noviny, Student, Přítomnost, Revolver Revue, Týden, Prostor, Věda a technika mládeži, Karlova univerzita,
- Die Zeit, D A Sontagsblatt, Input, Neues Forum – BRD Pzekroj, SWIAT – Polsko
- B70, Morgenposten – Dánsko
- V roce 2015 po dvanácti letech skončil spolupráci s Revue Prostor.

## Galerie

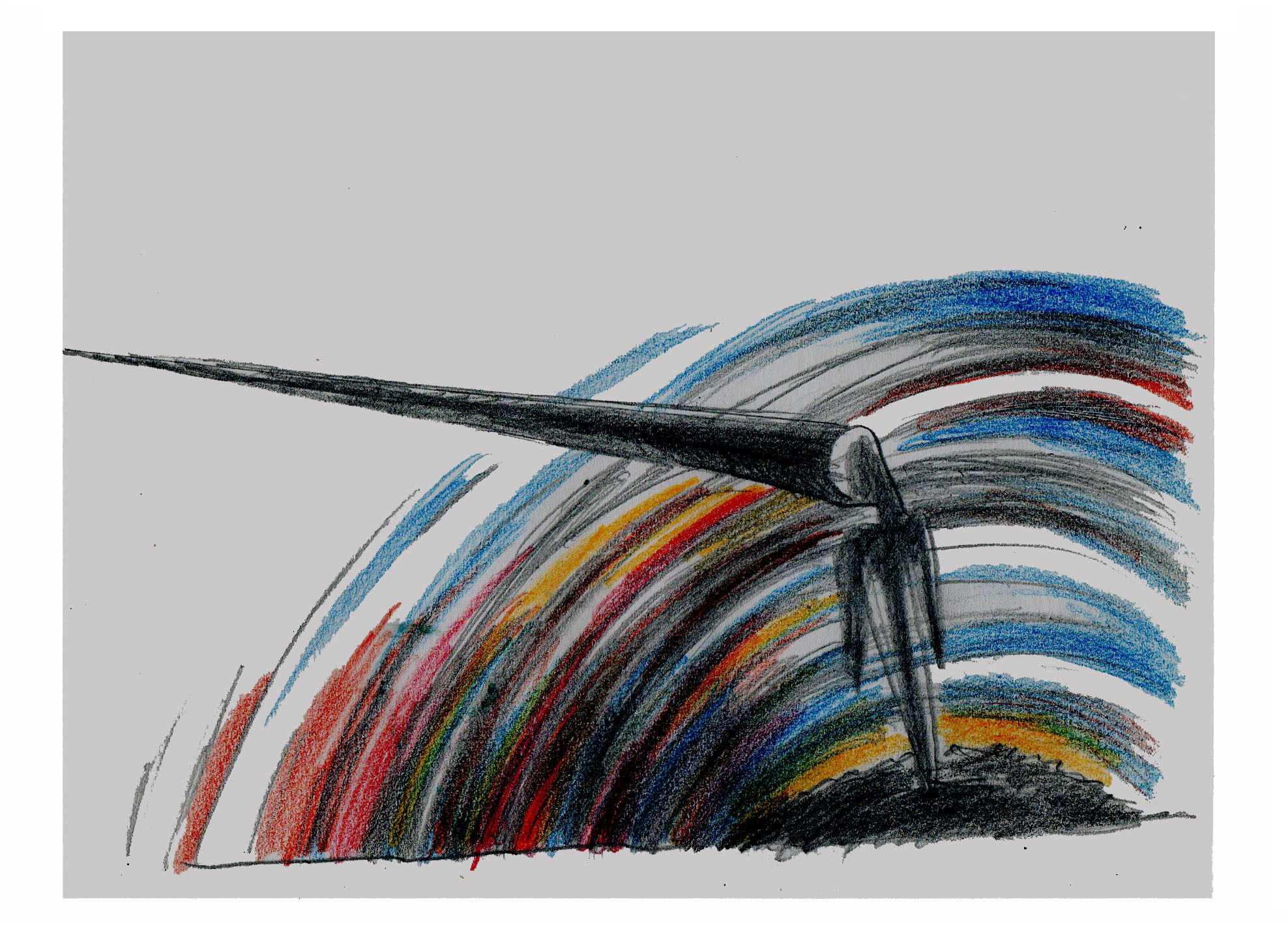
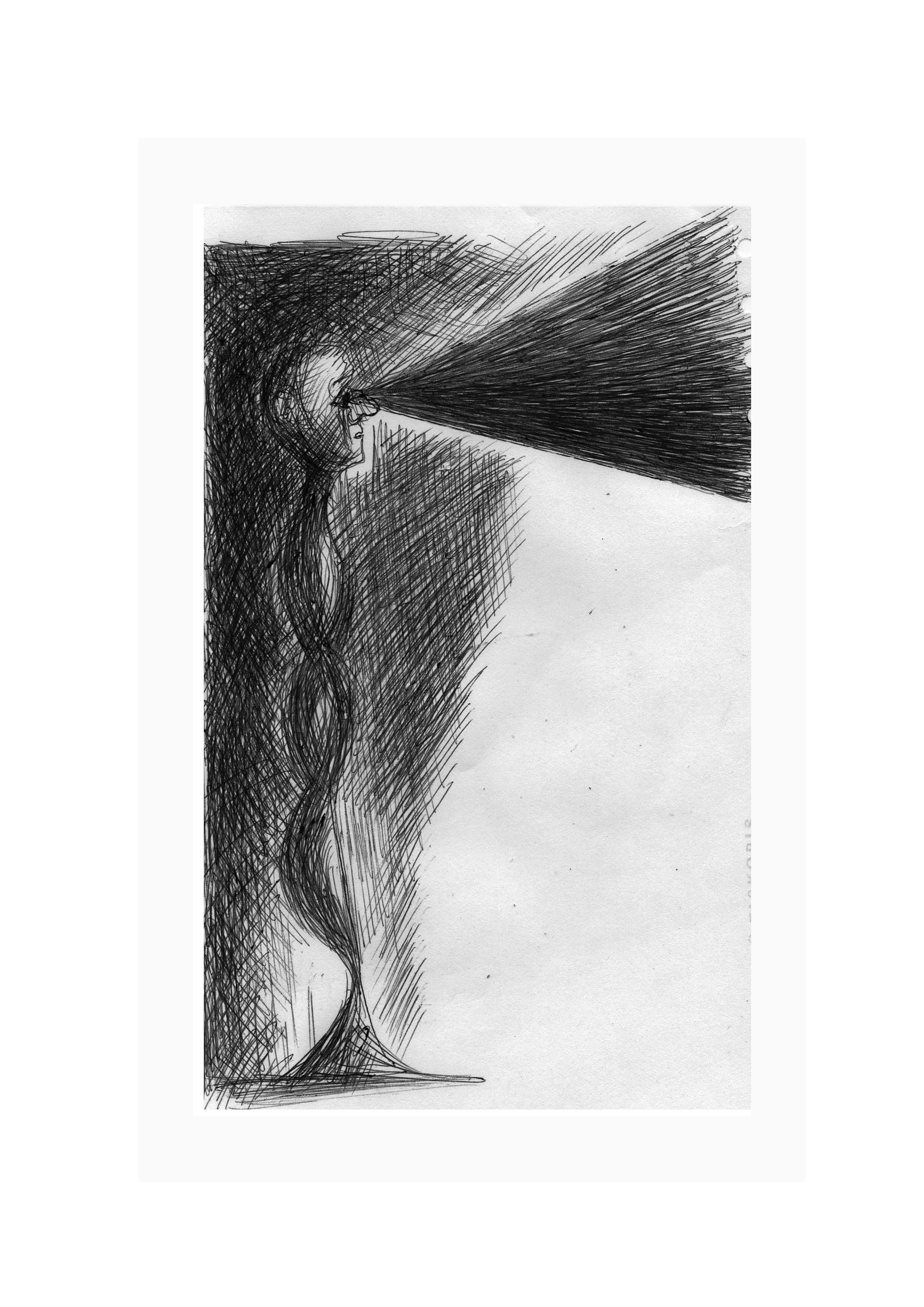
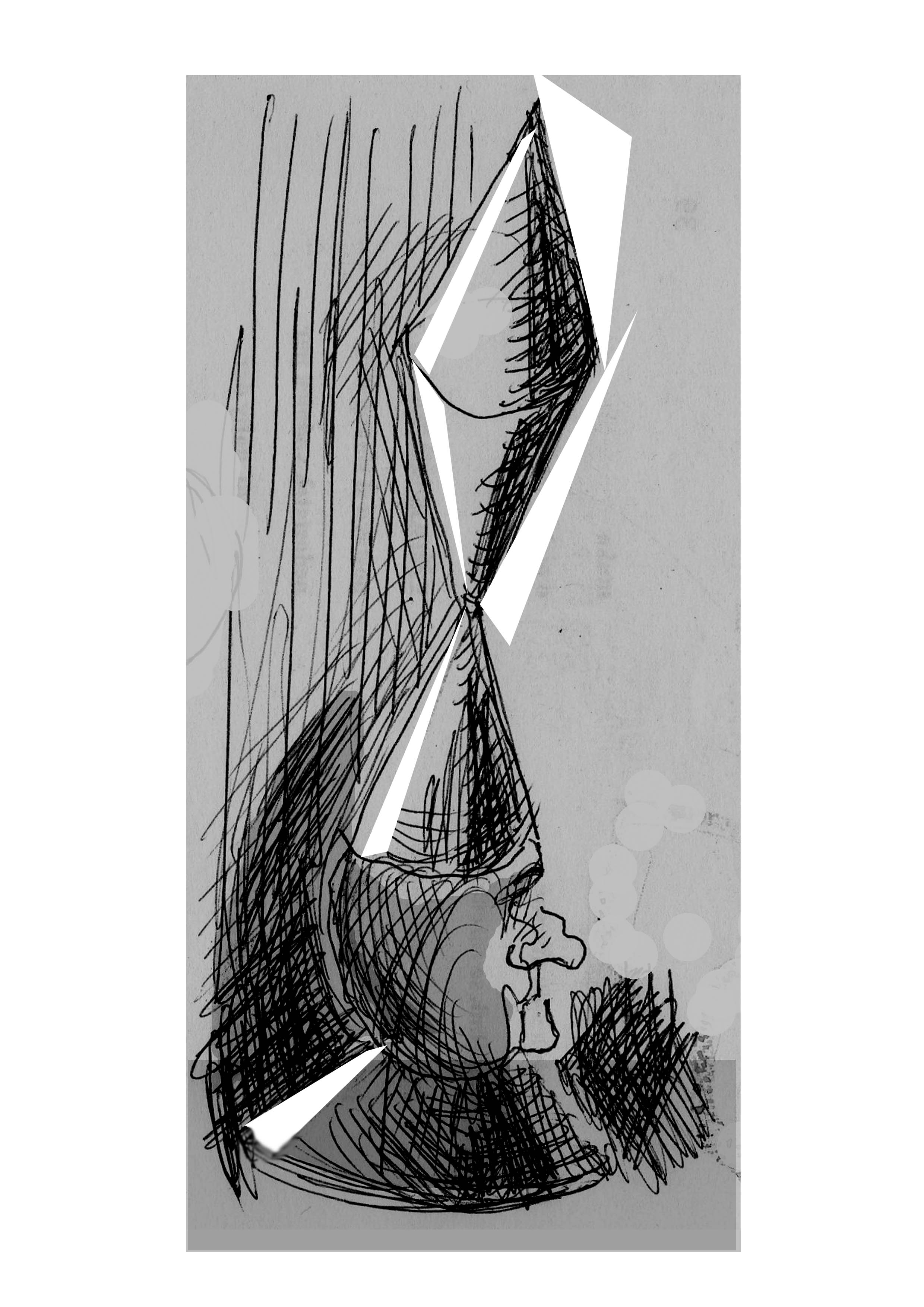
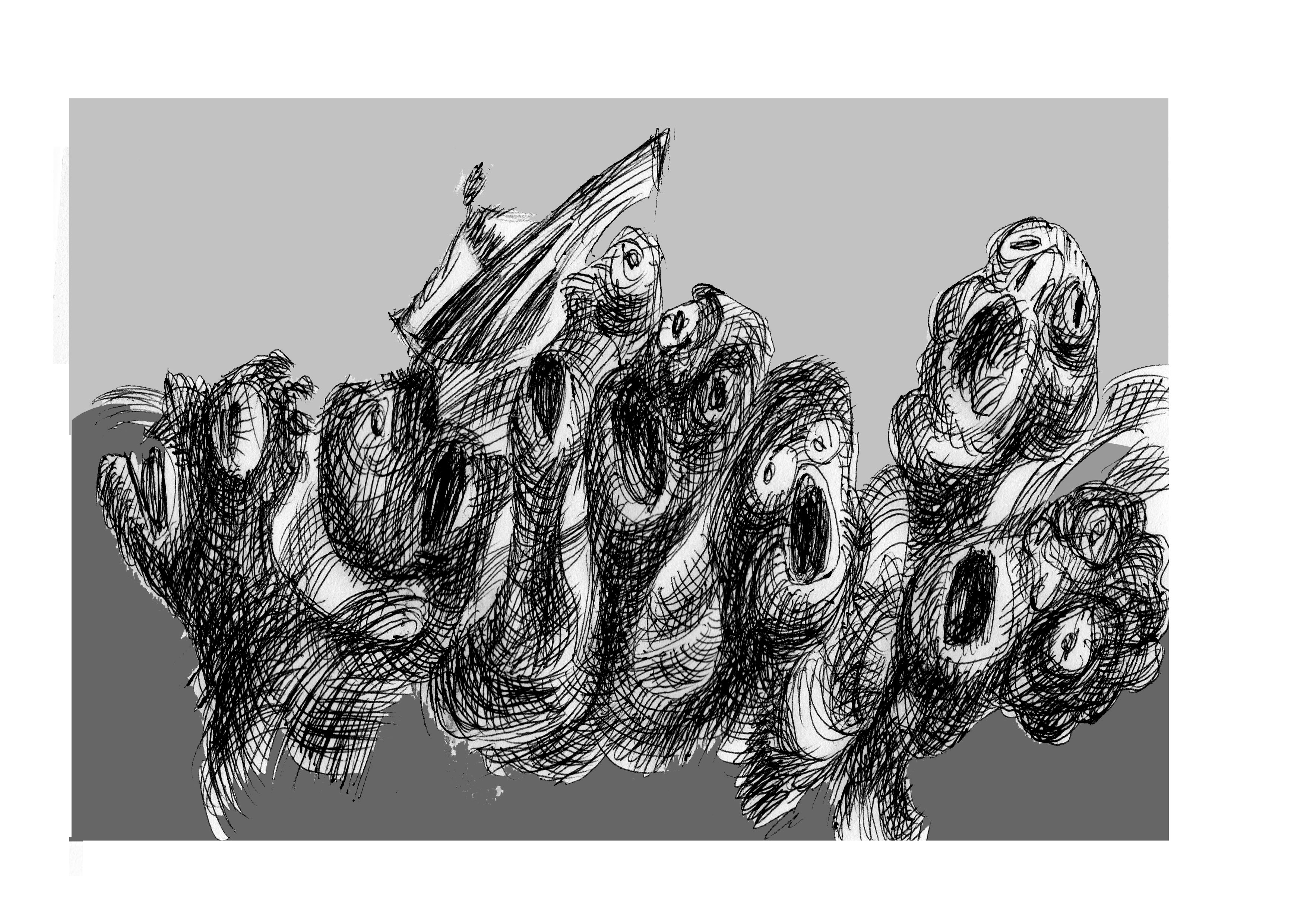
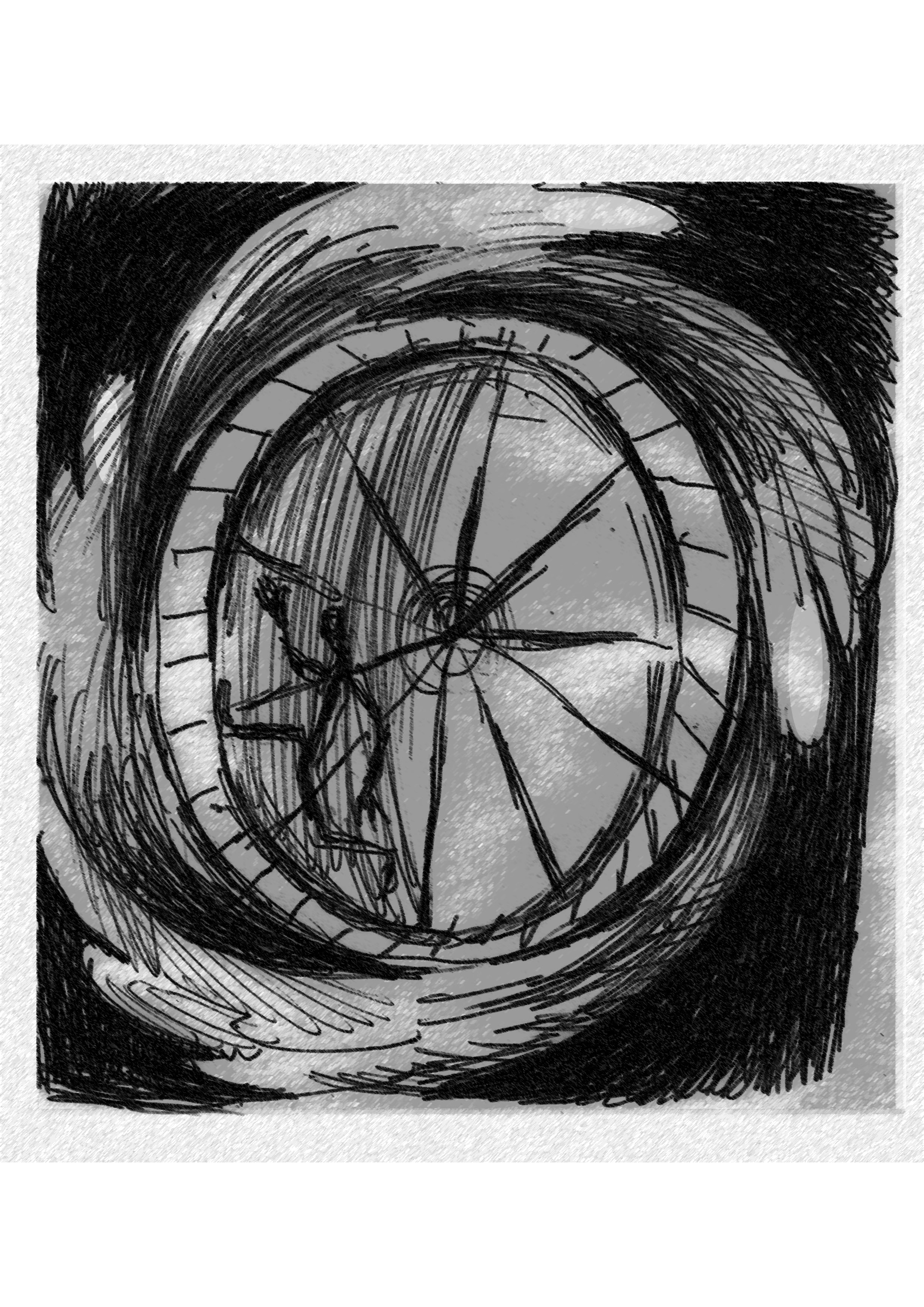
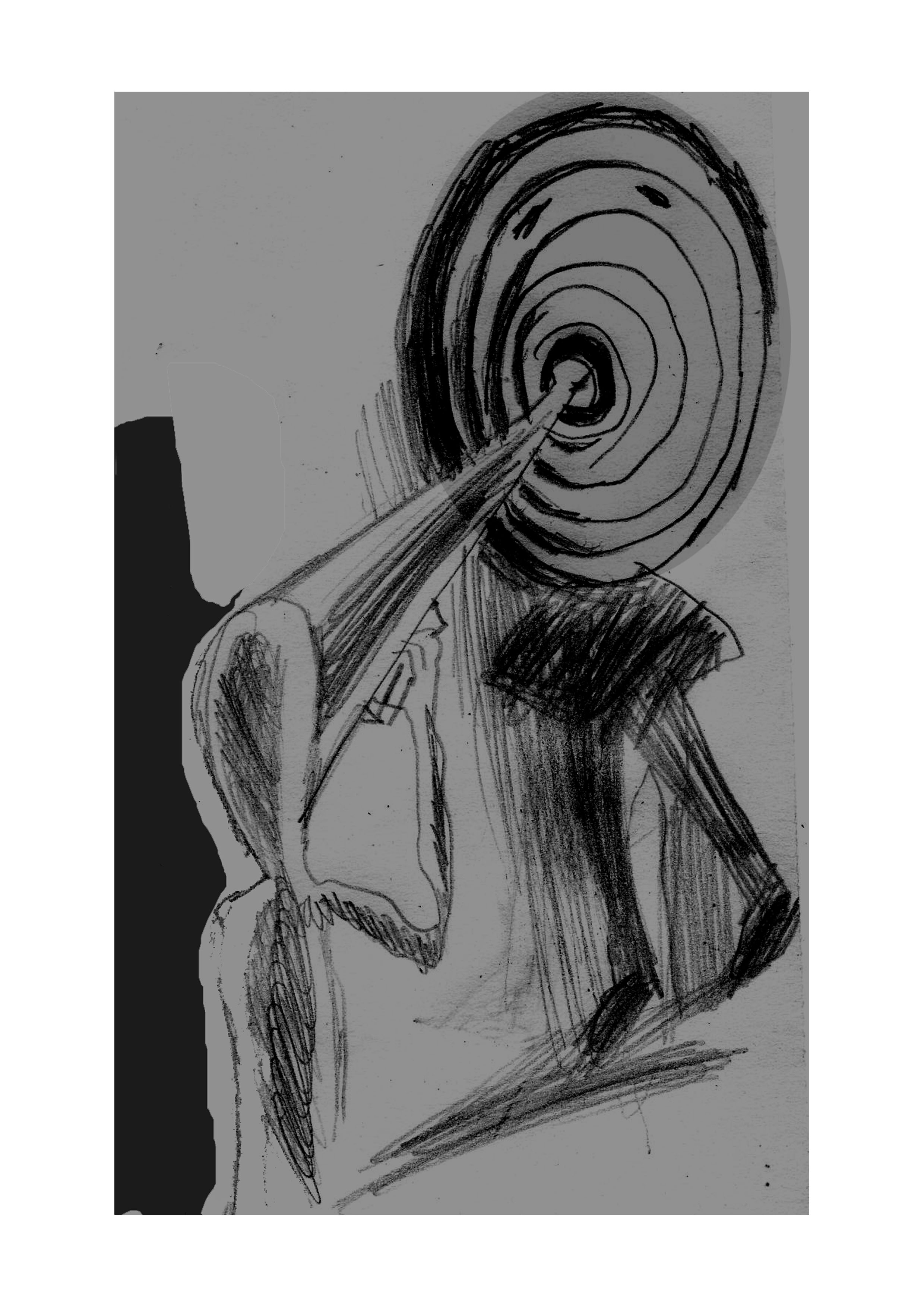
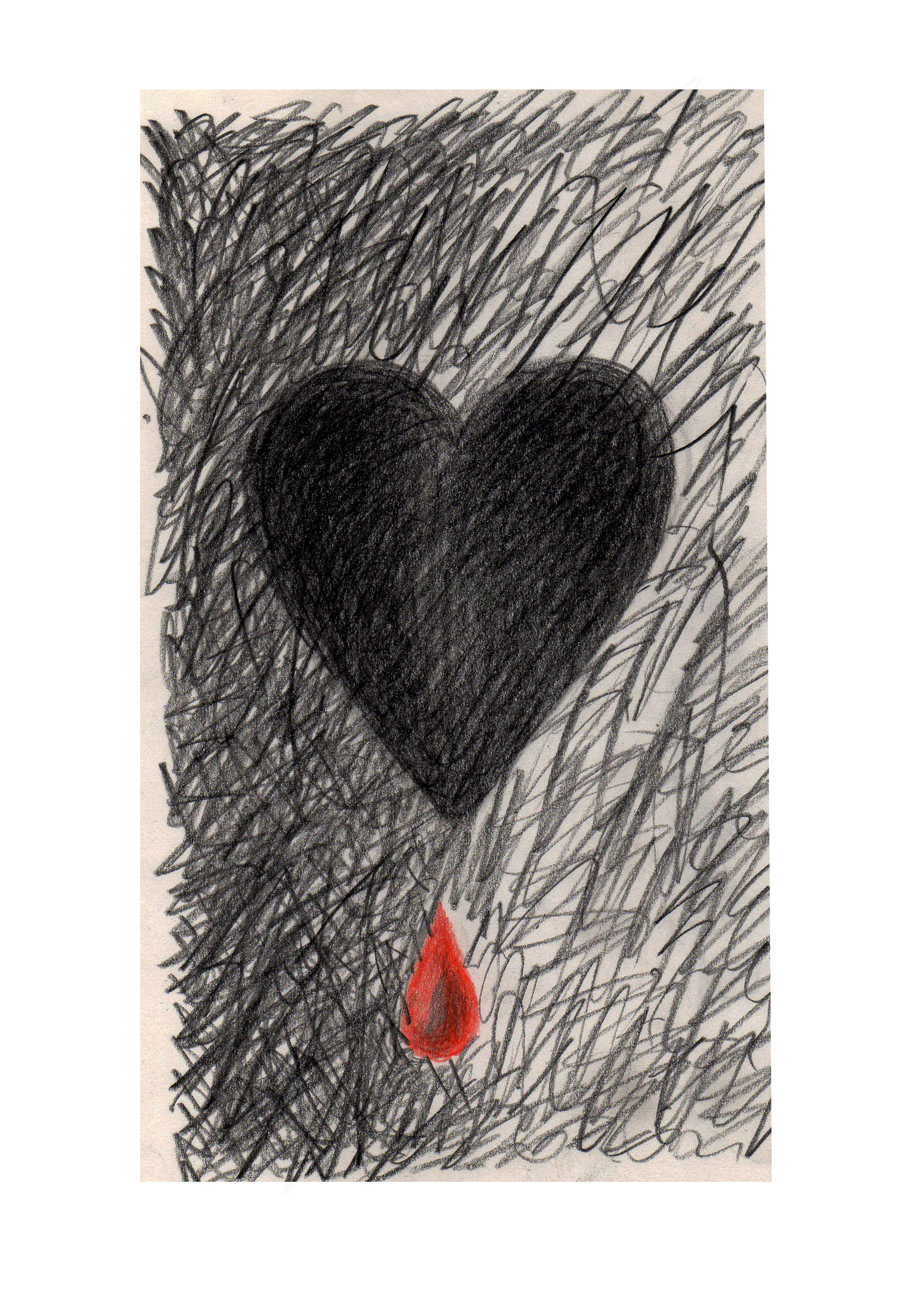
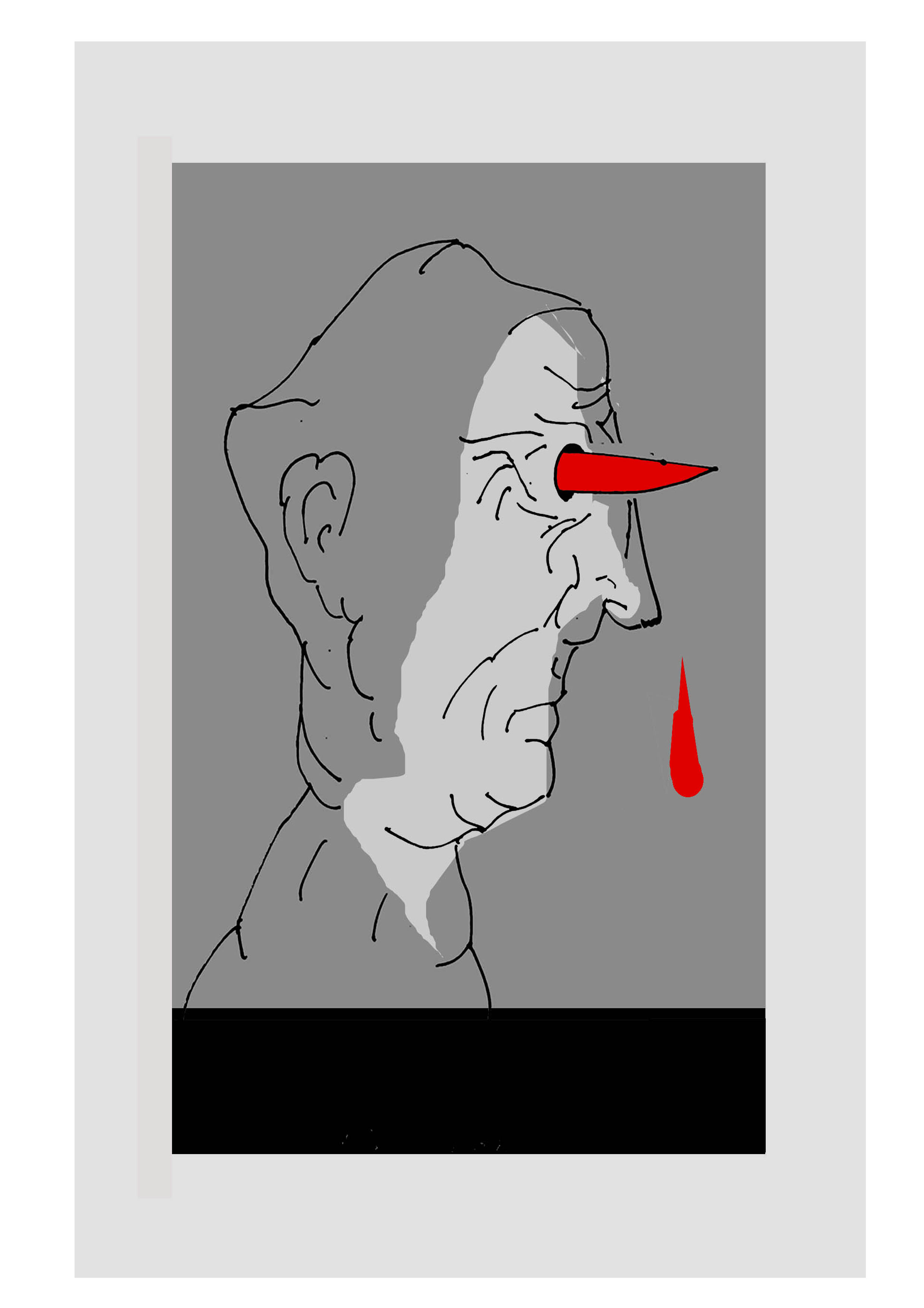
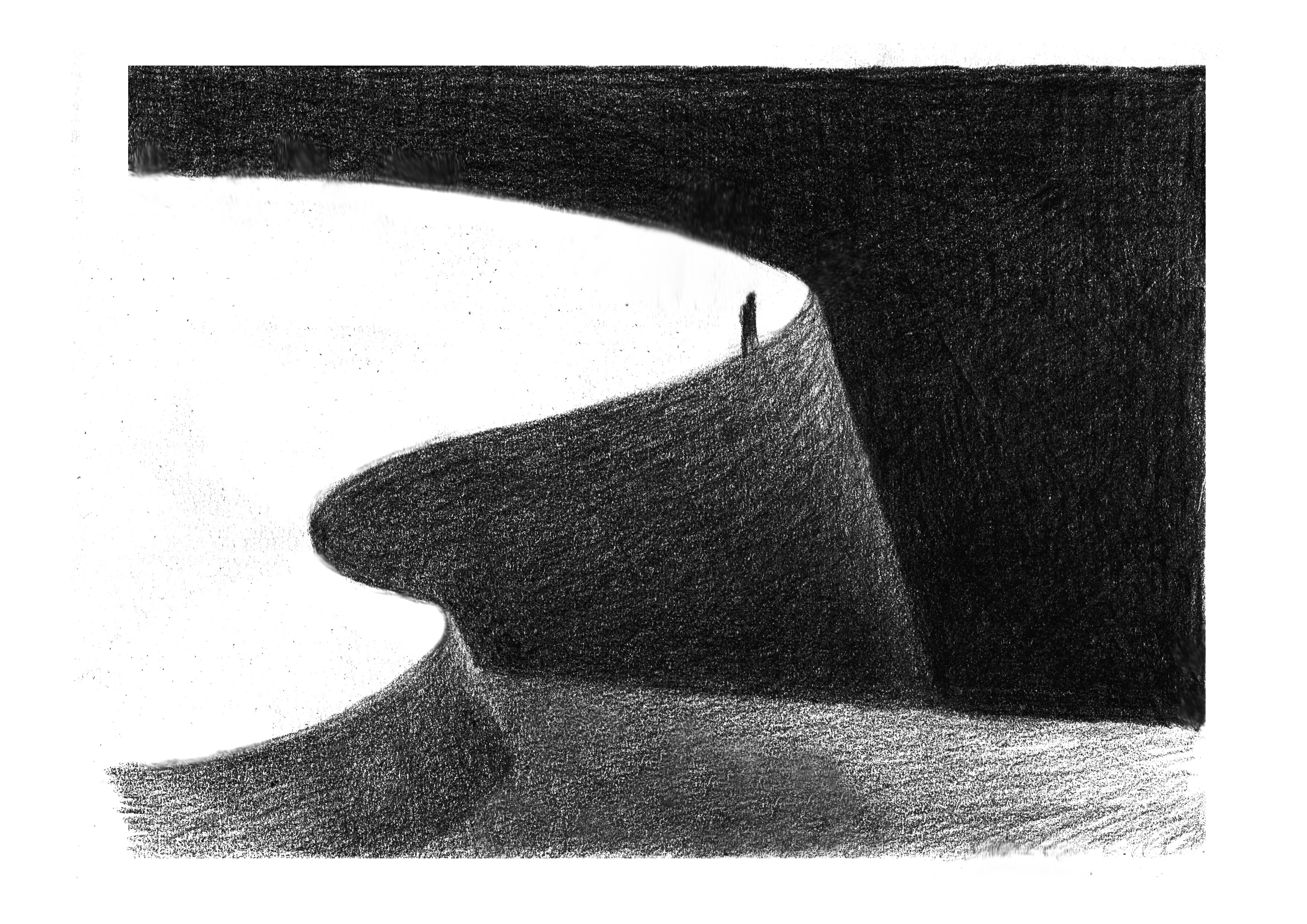
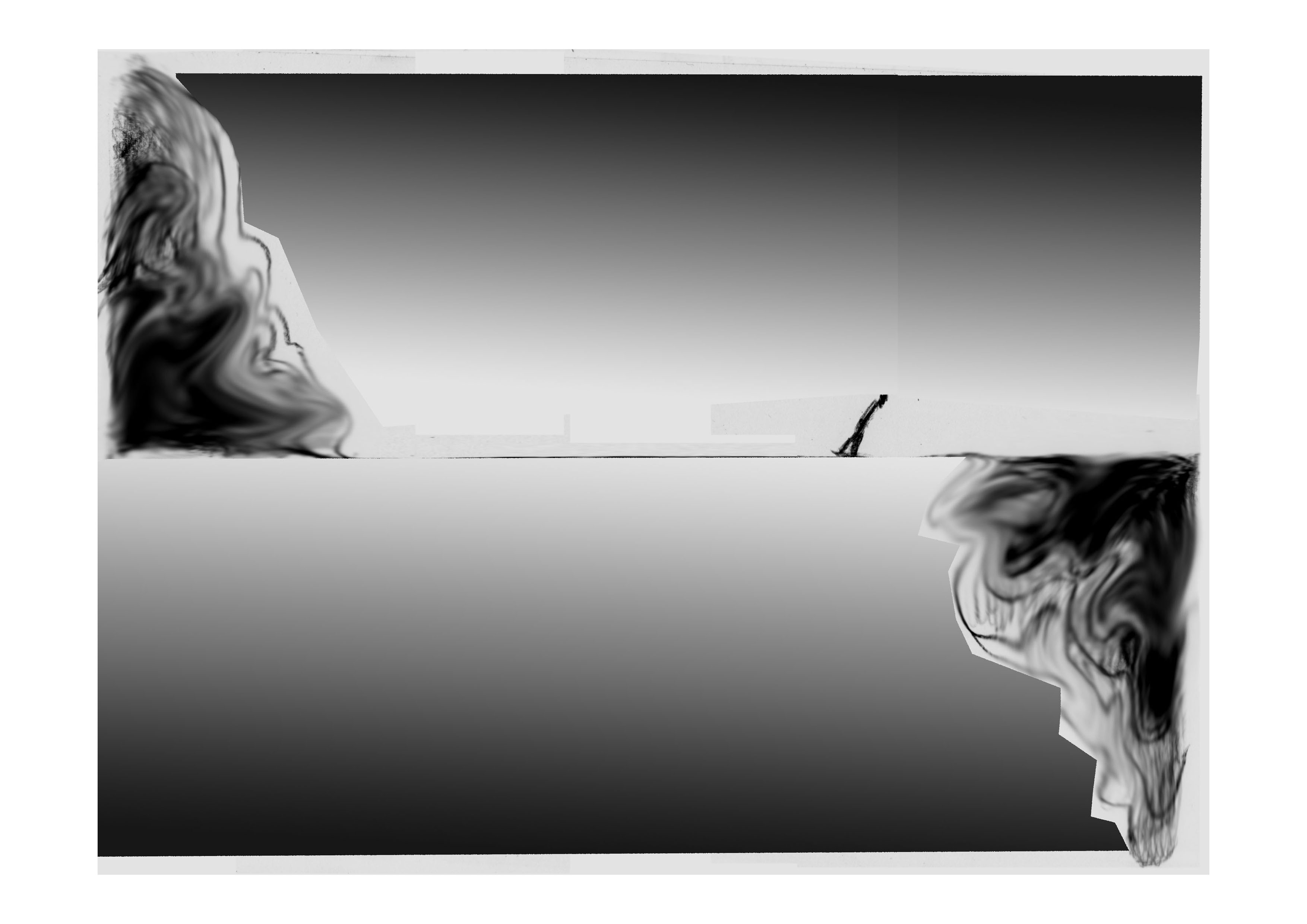
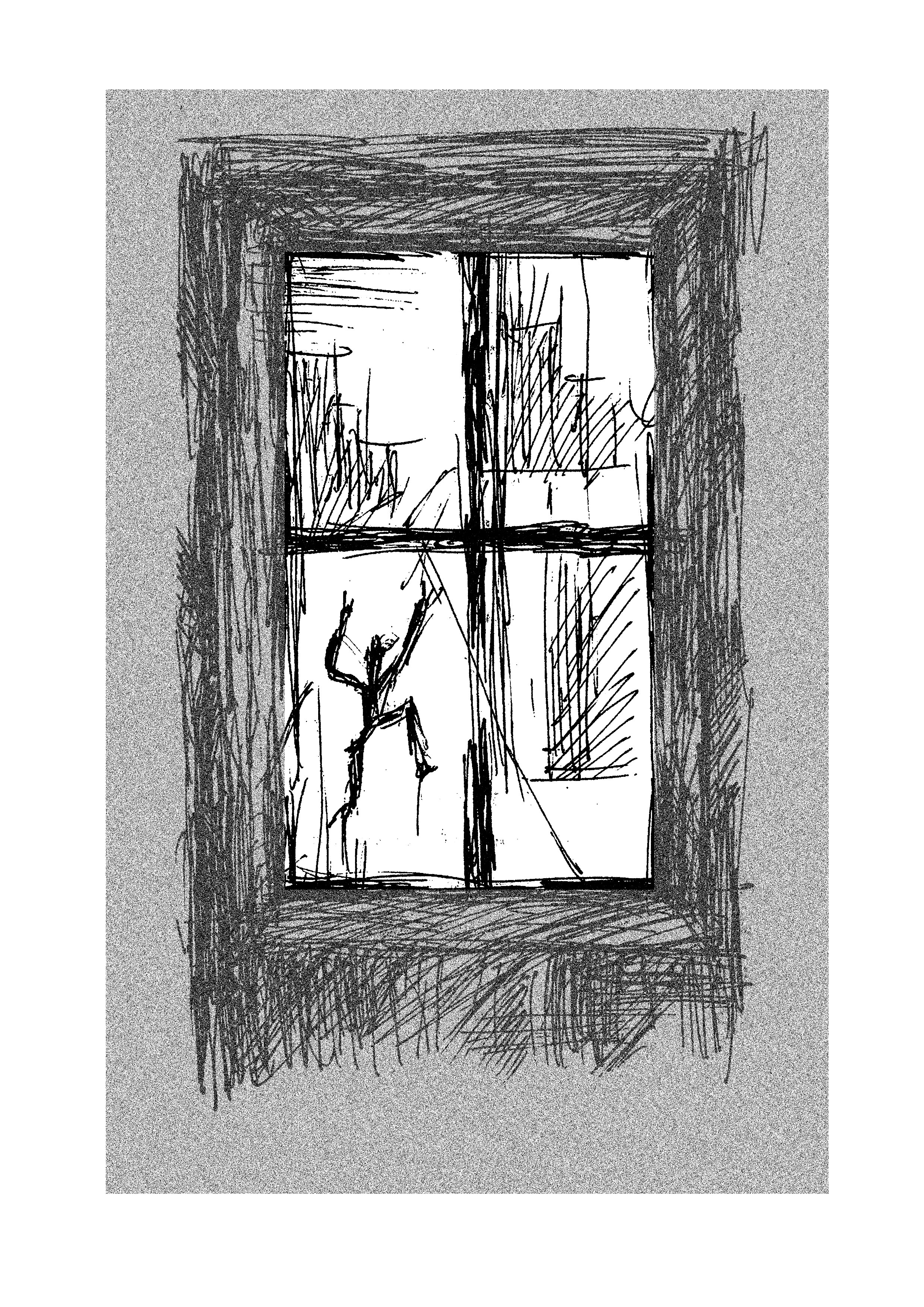
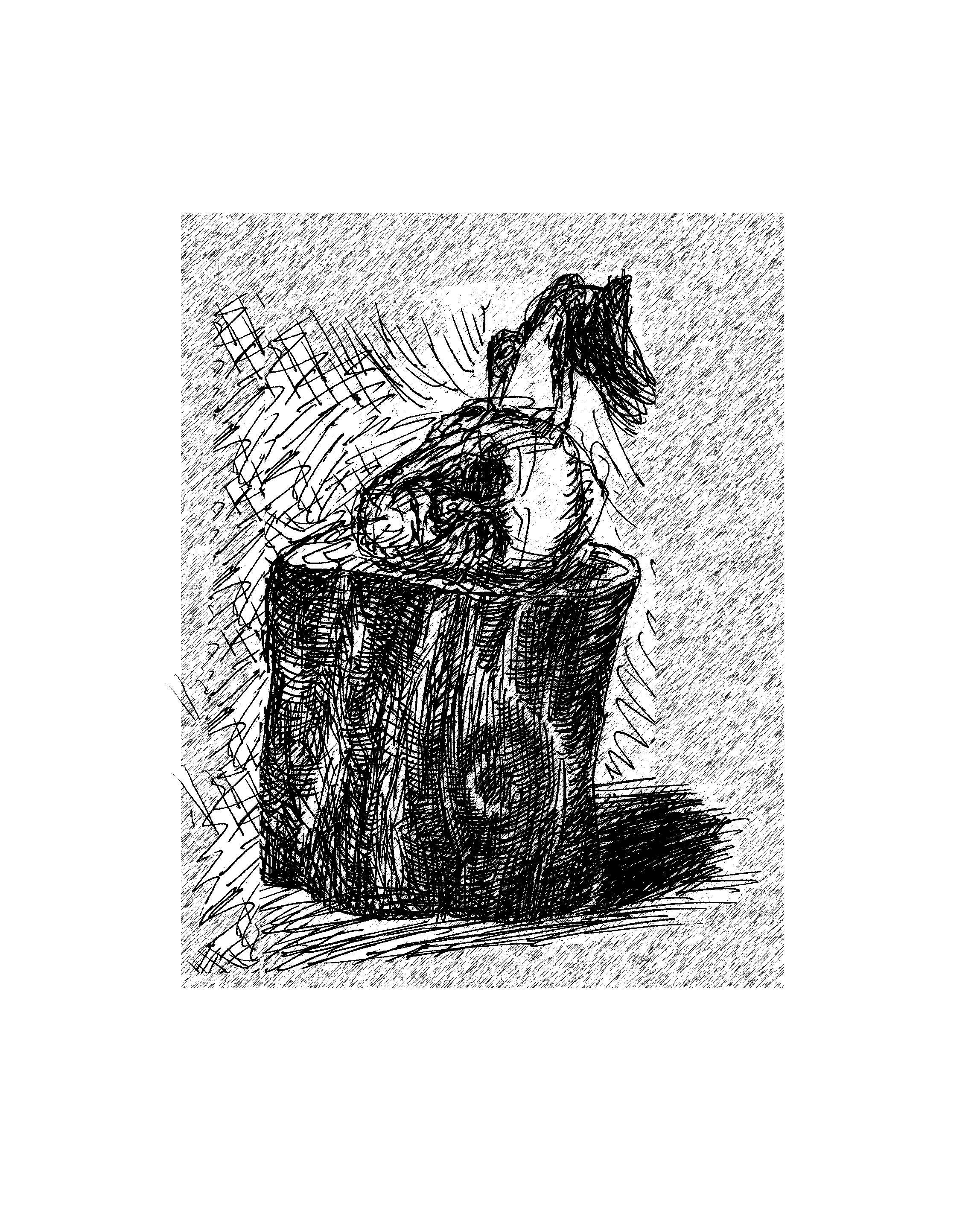
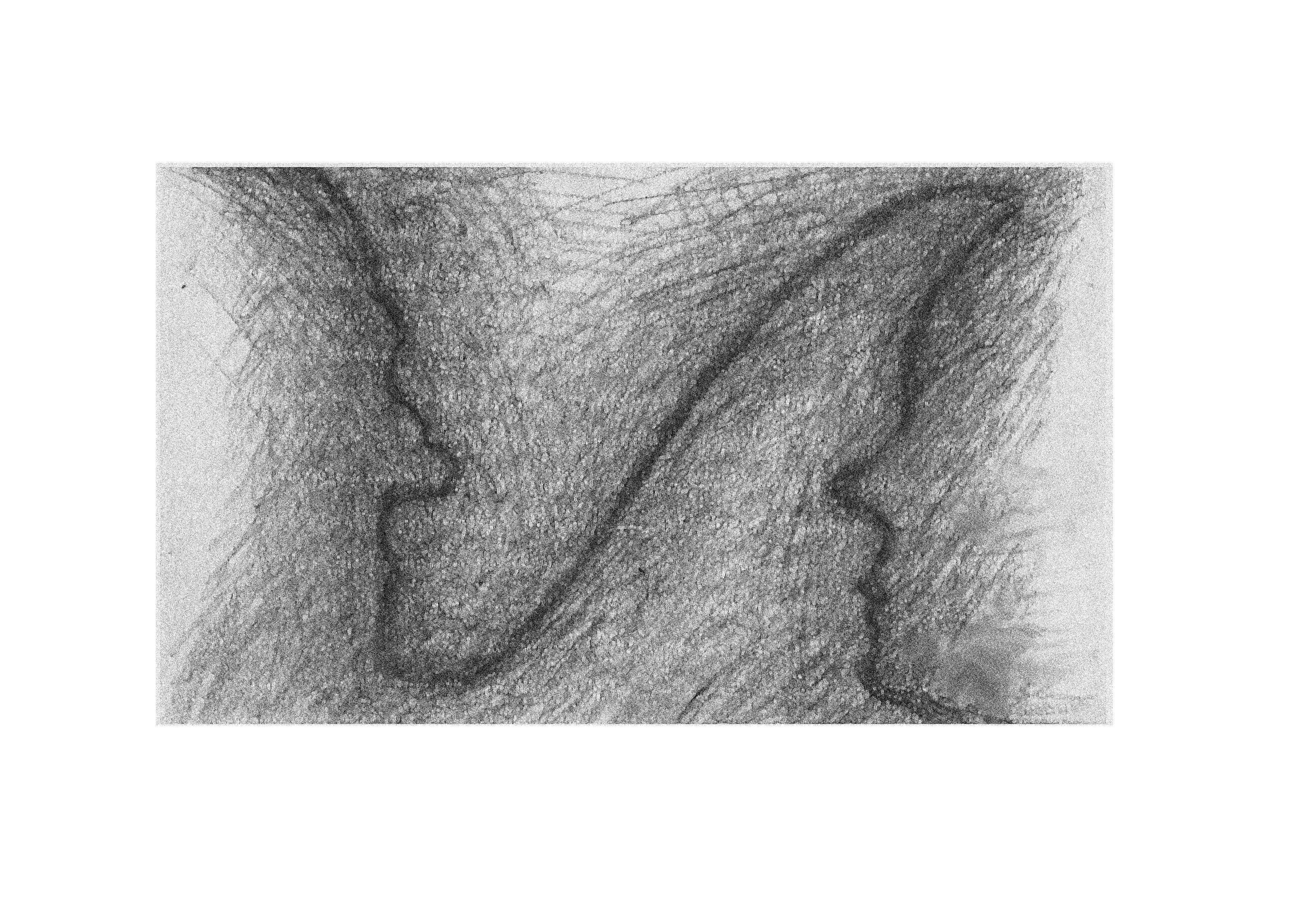
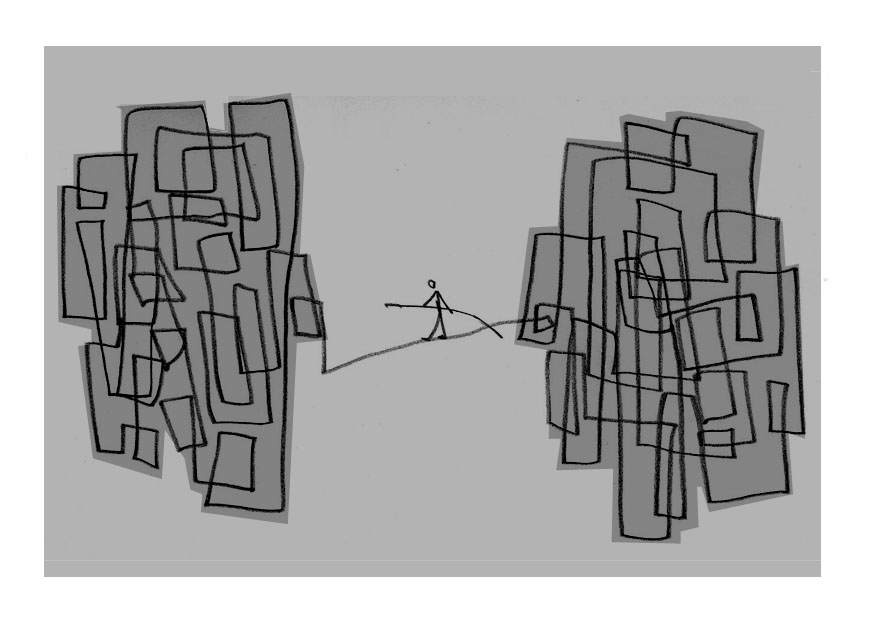
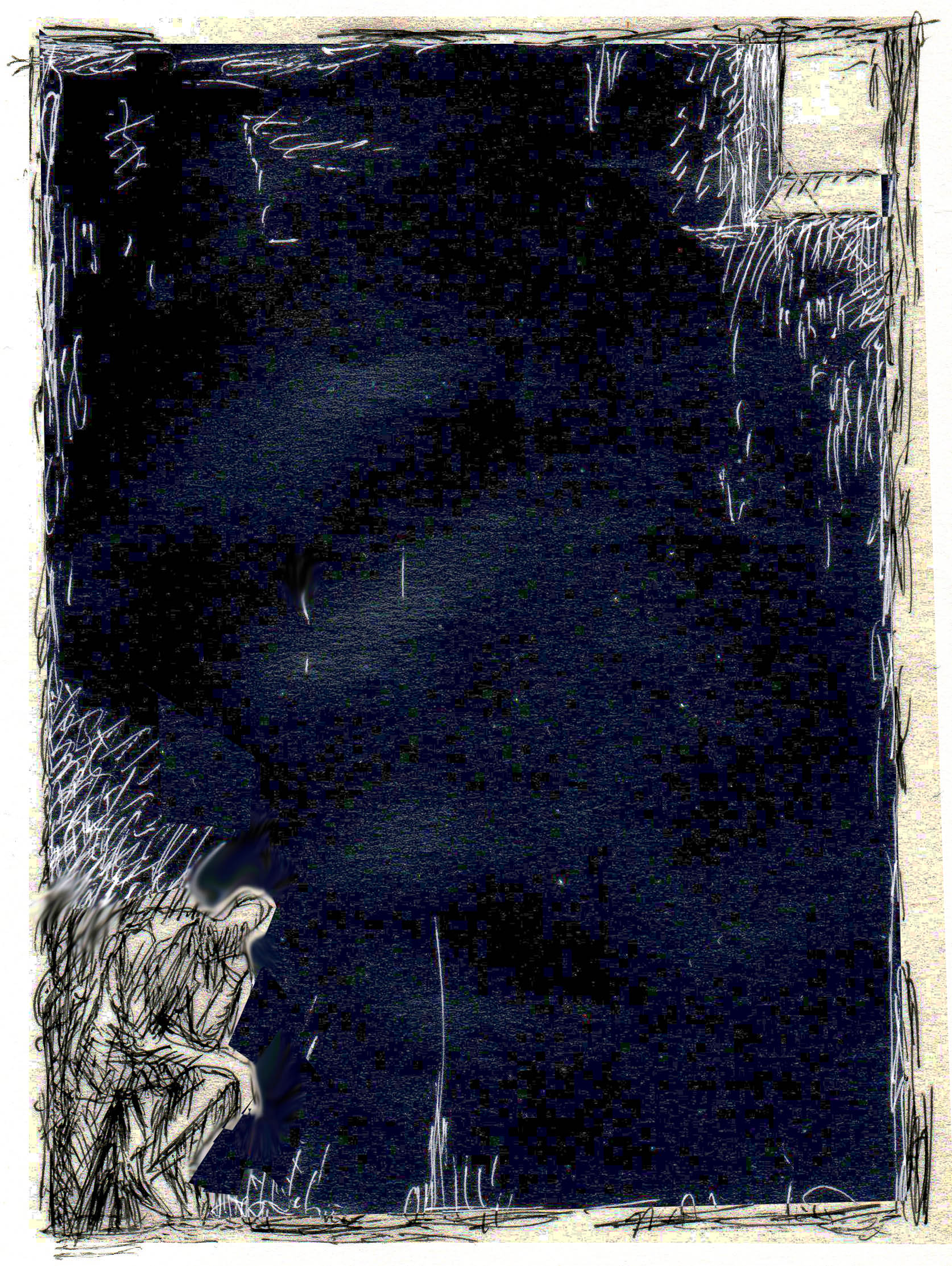
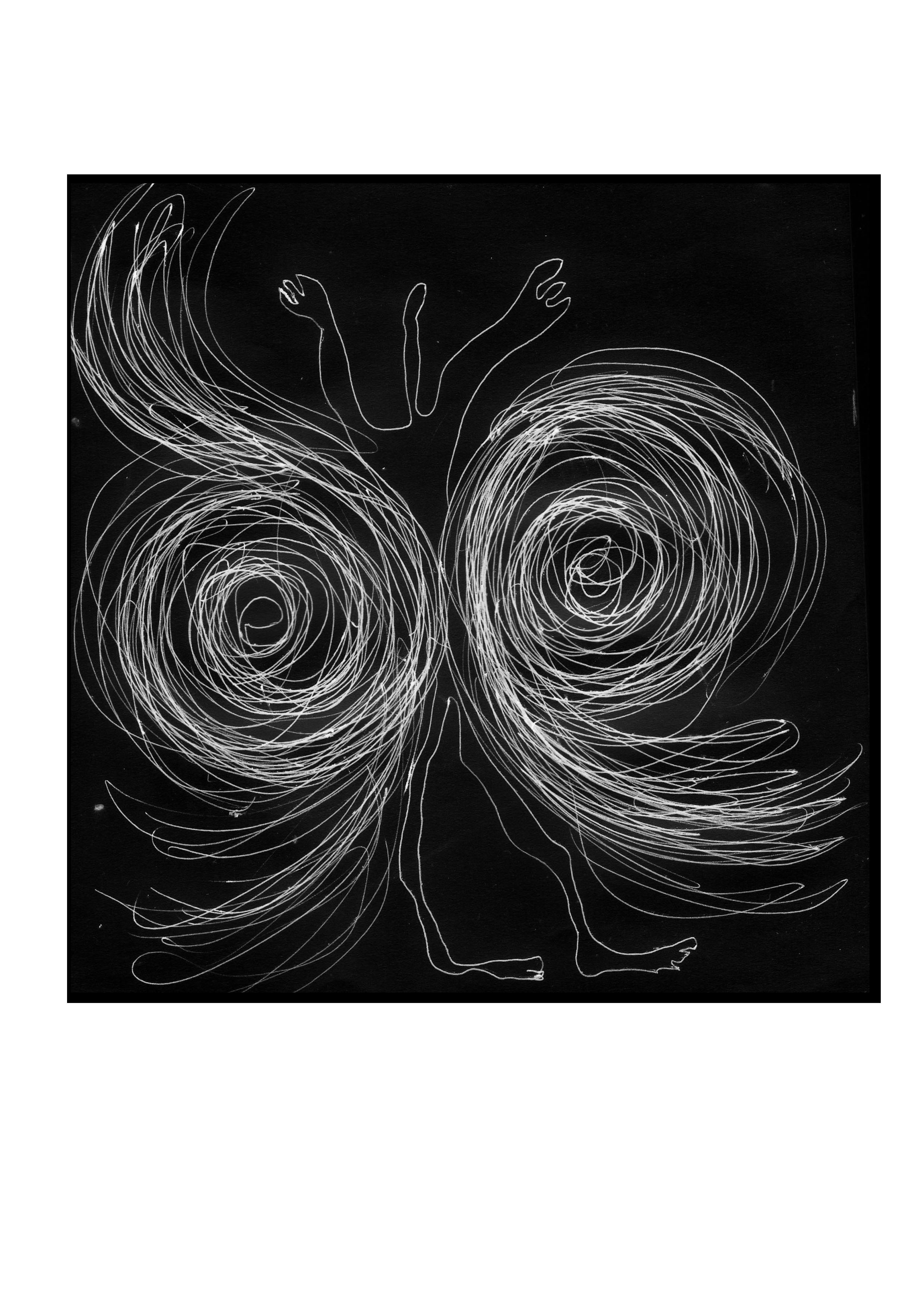
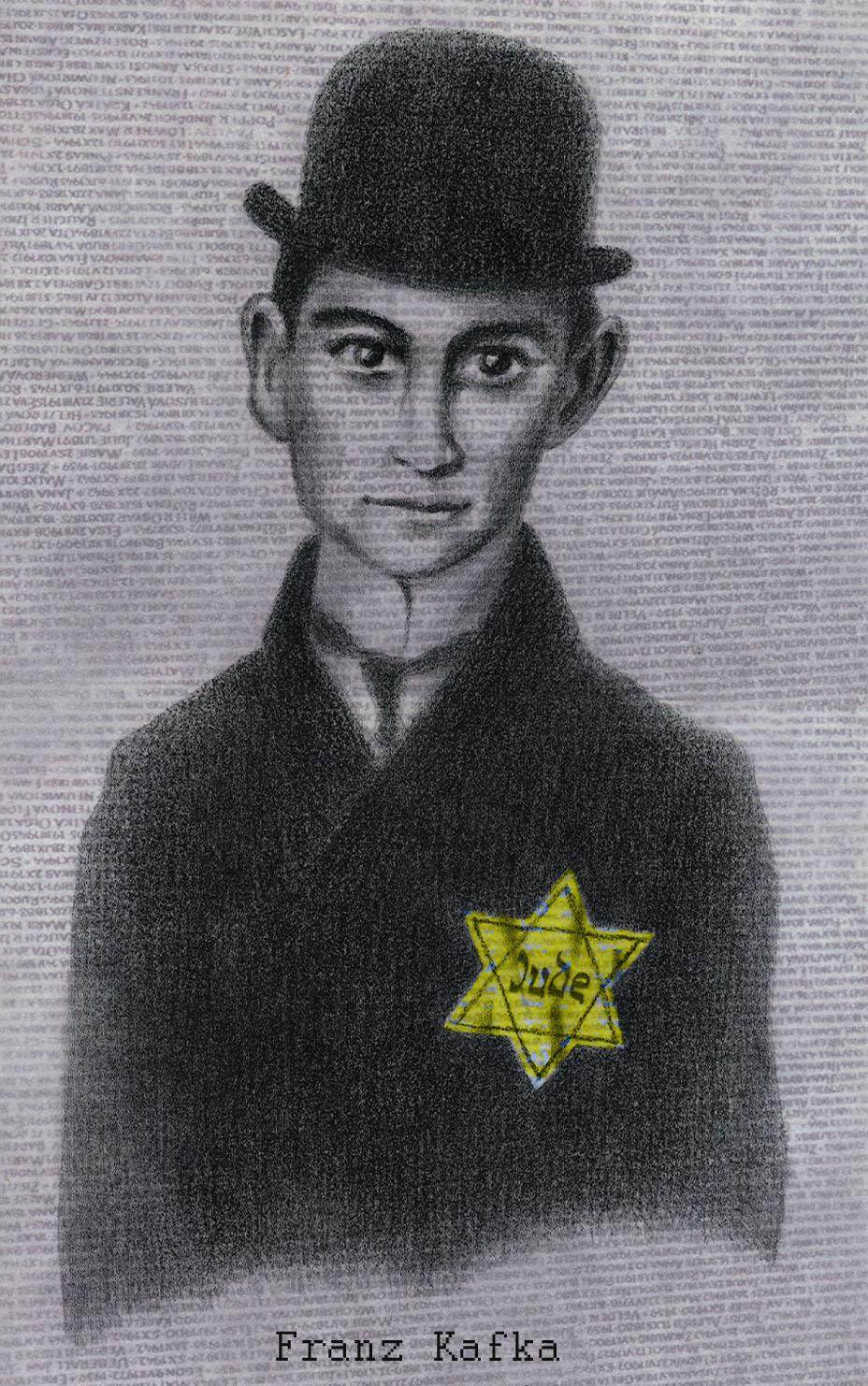
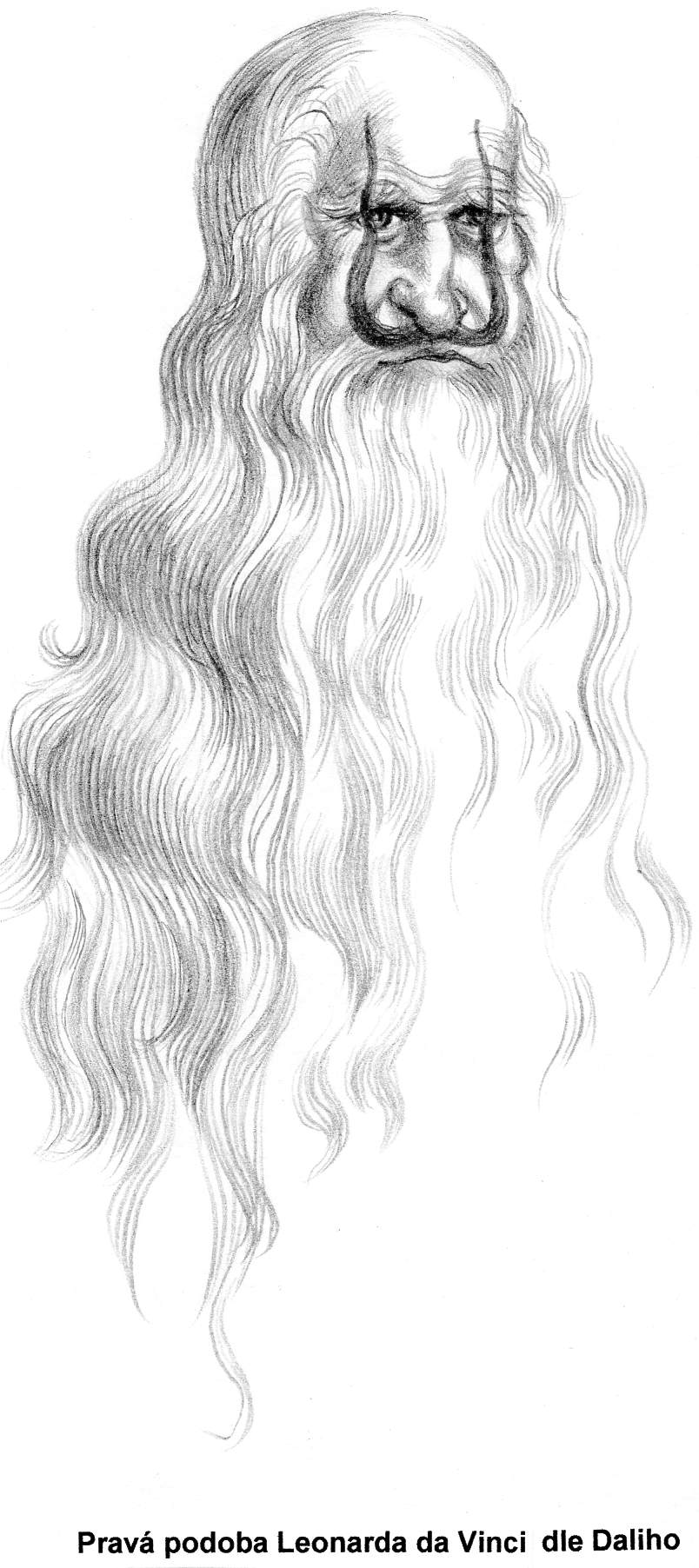
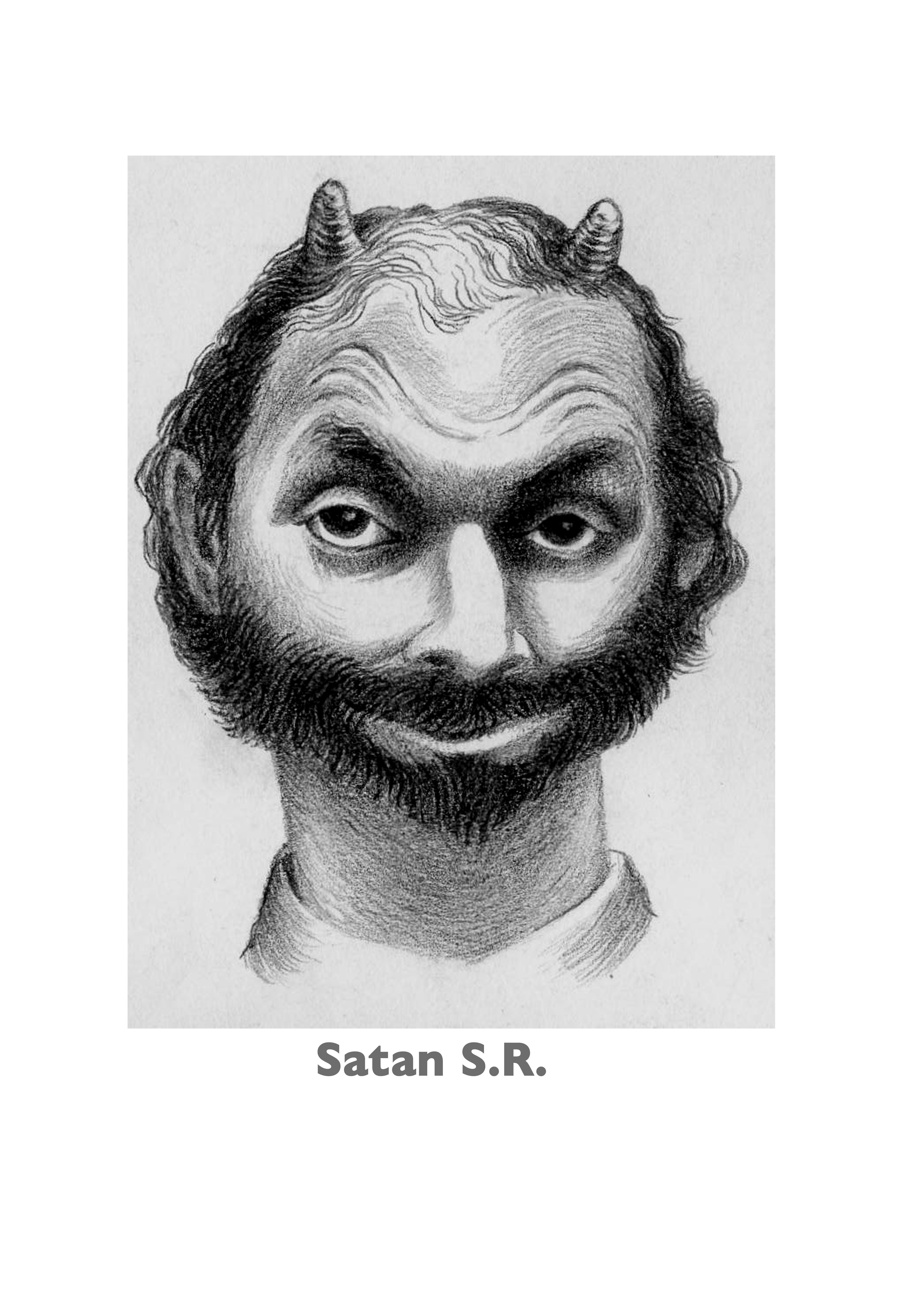
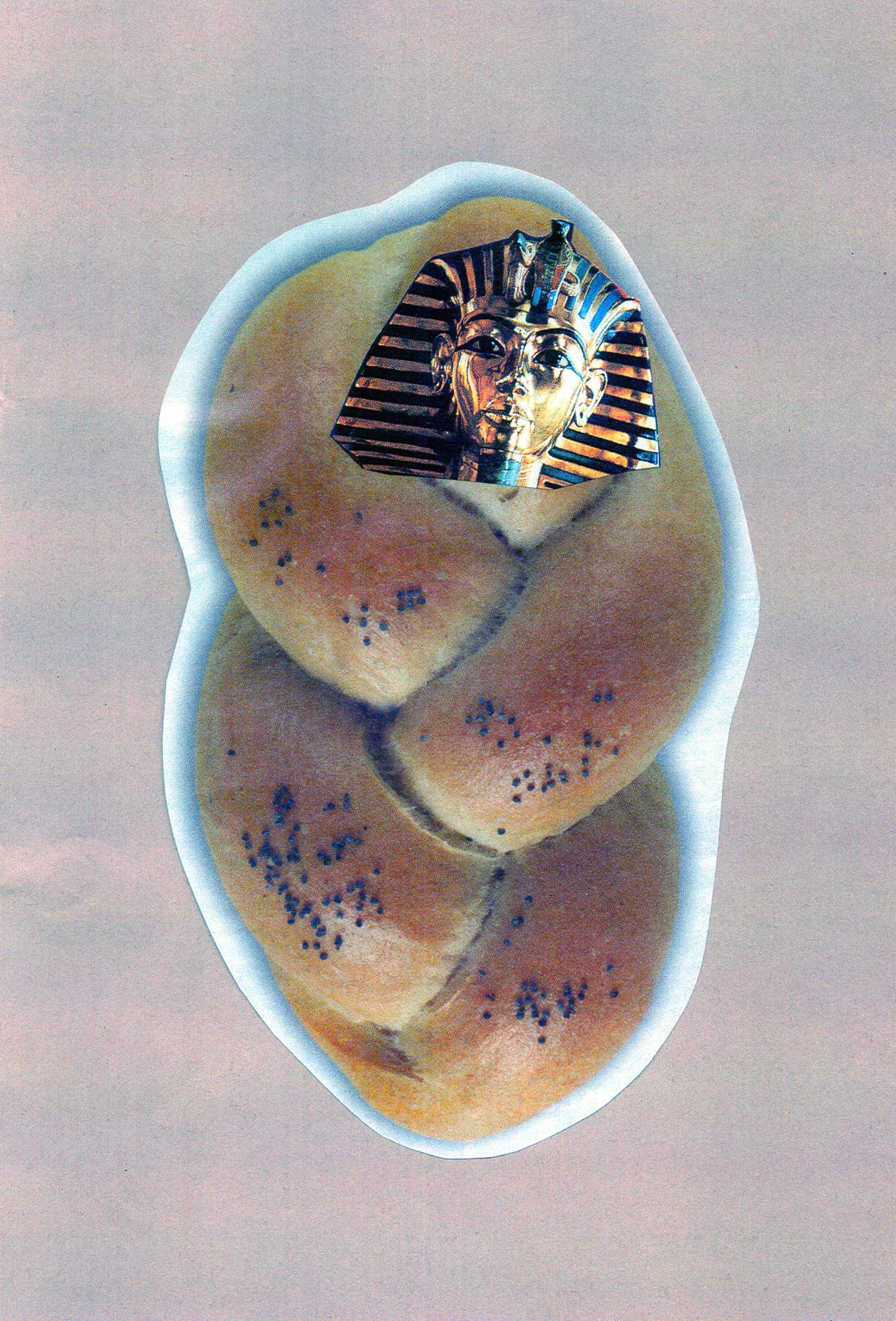
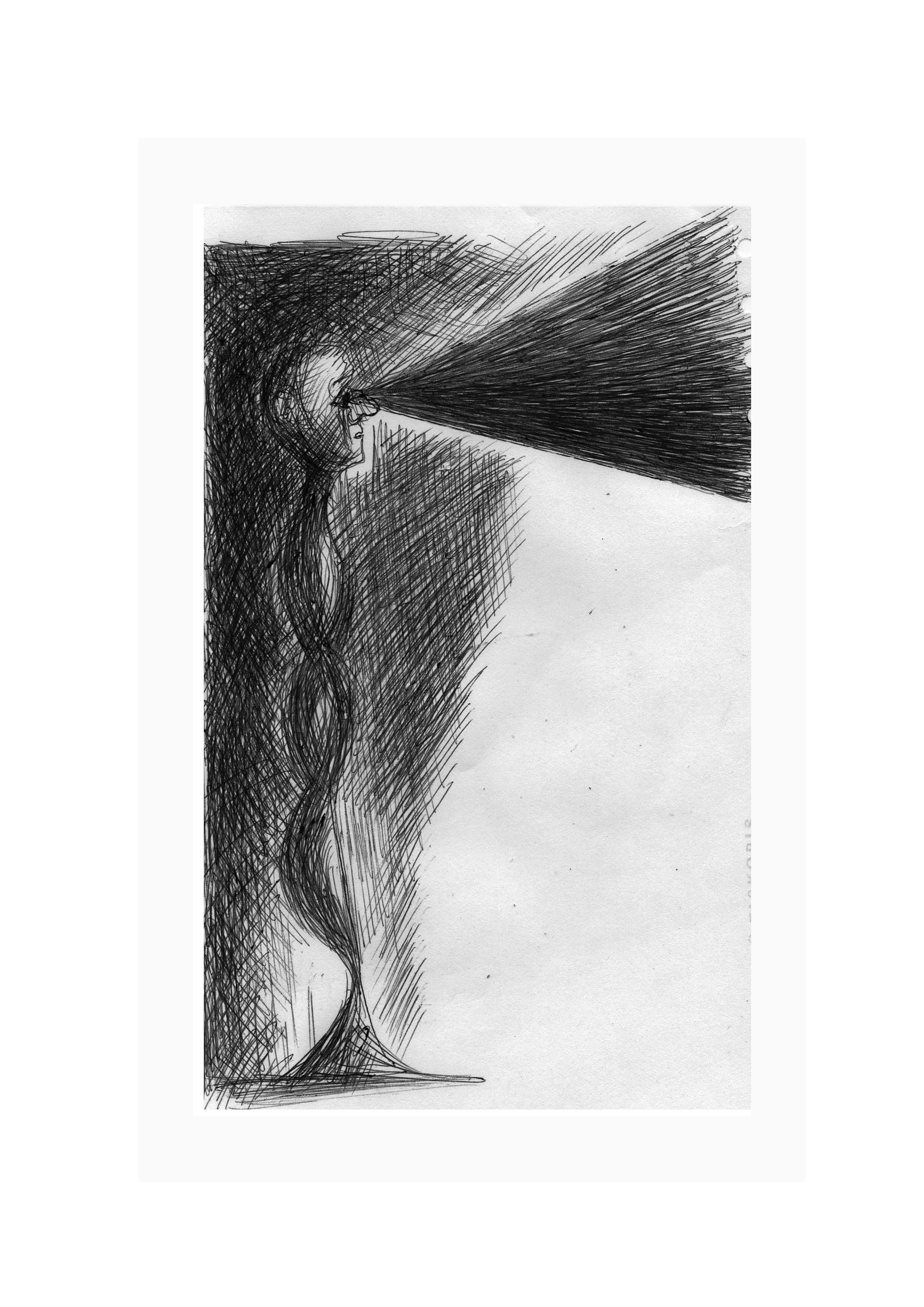
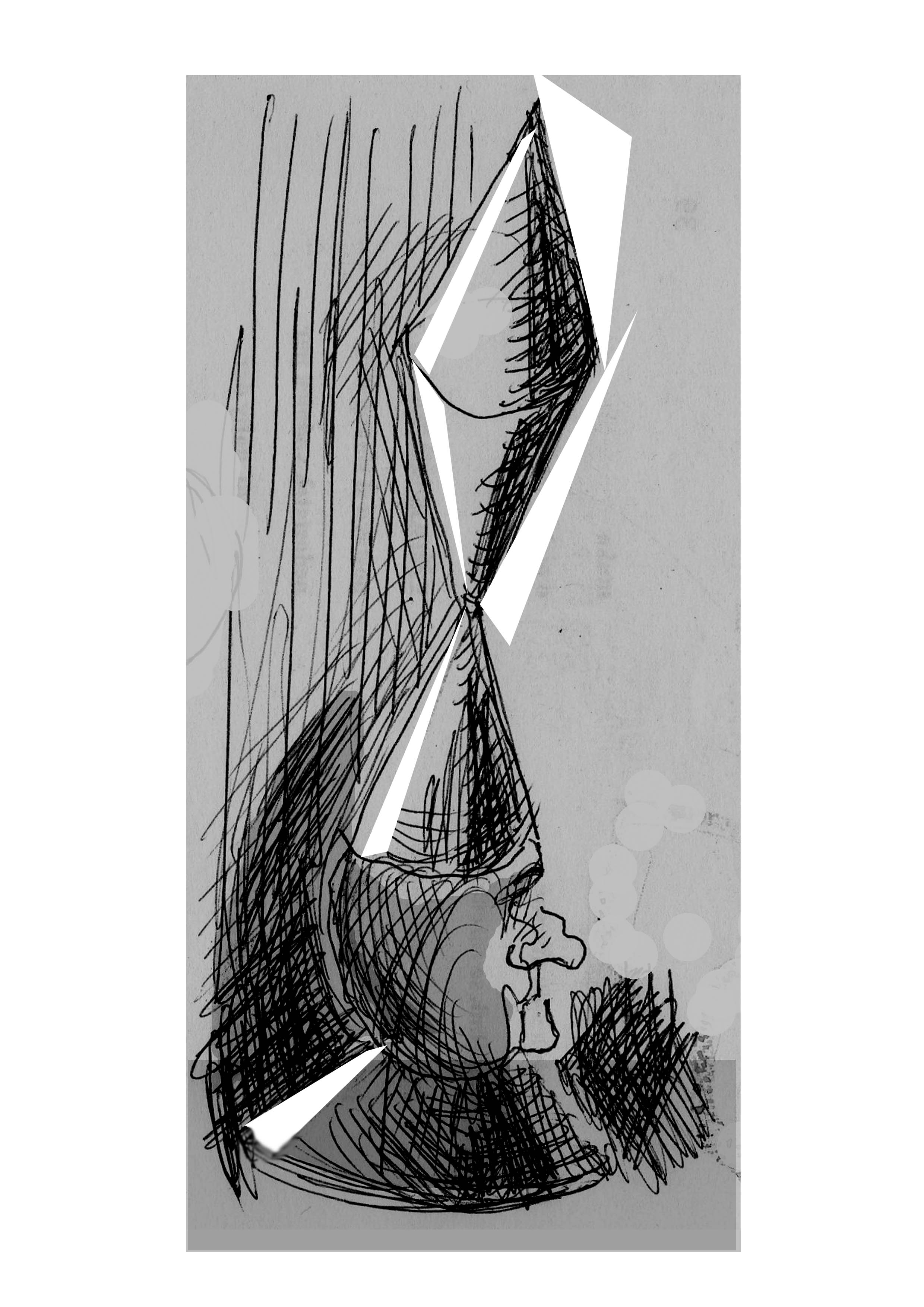
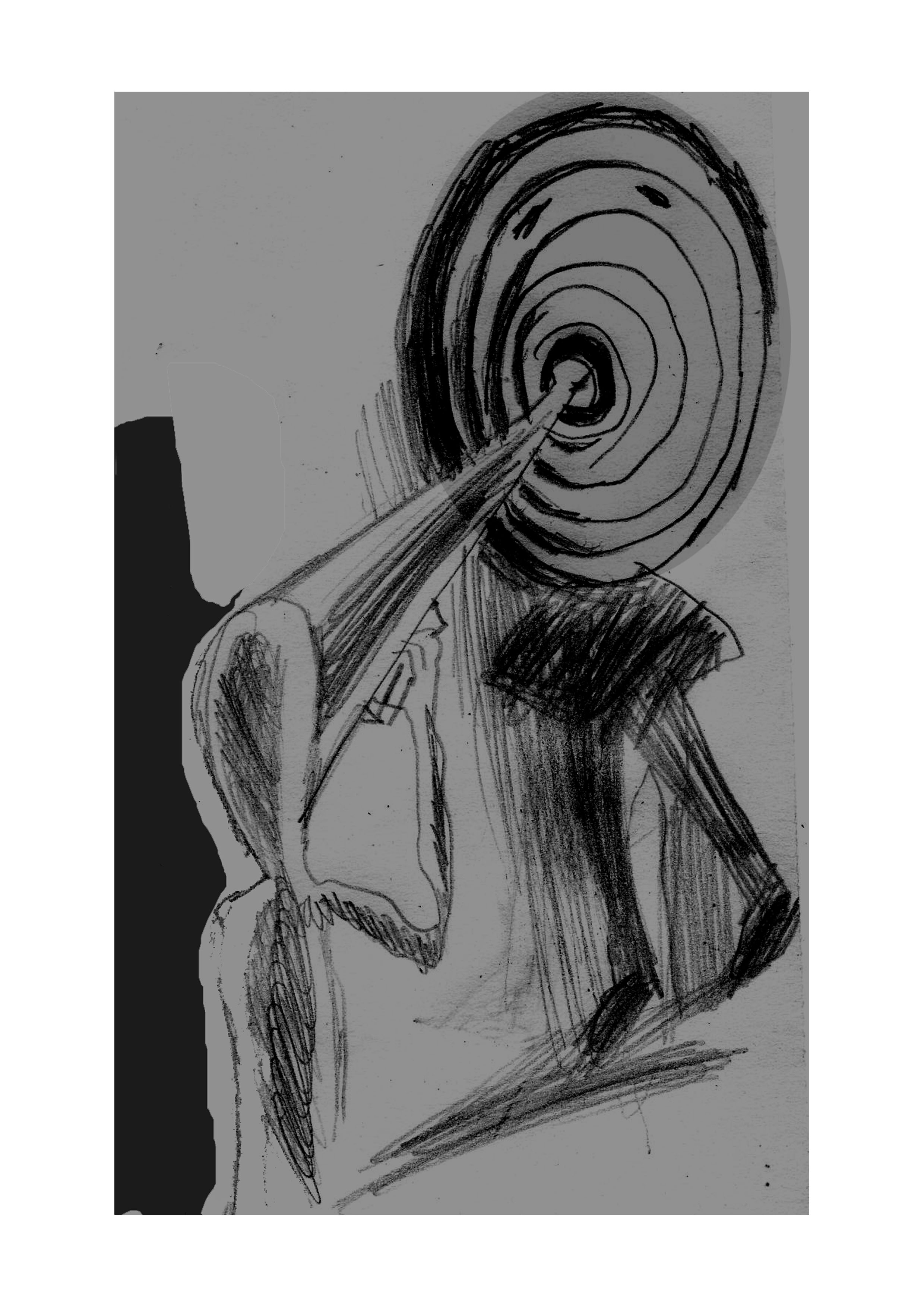
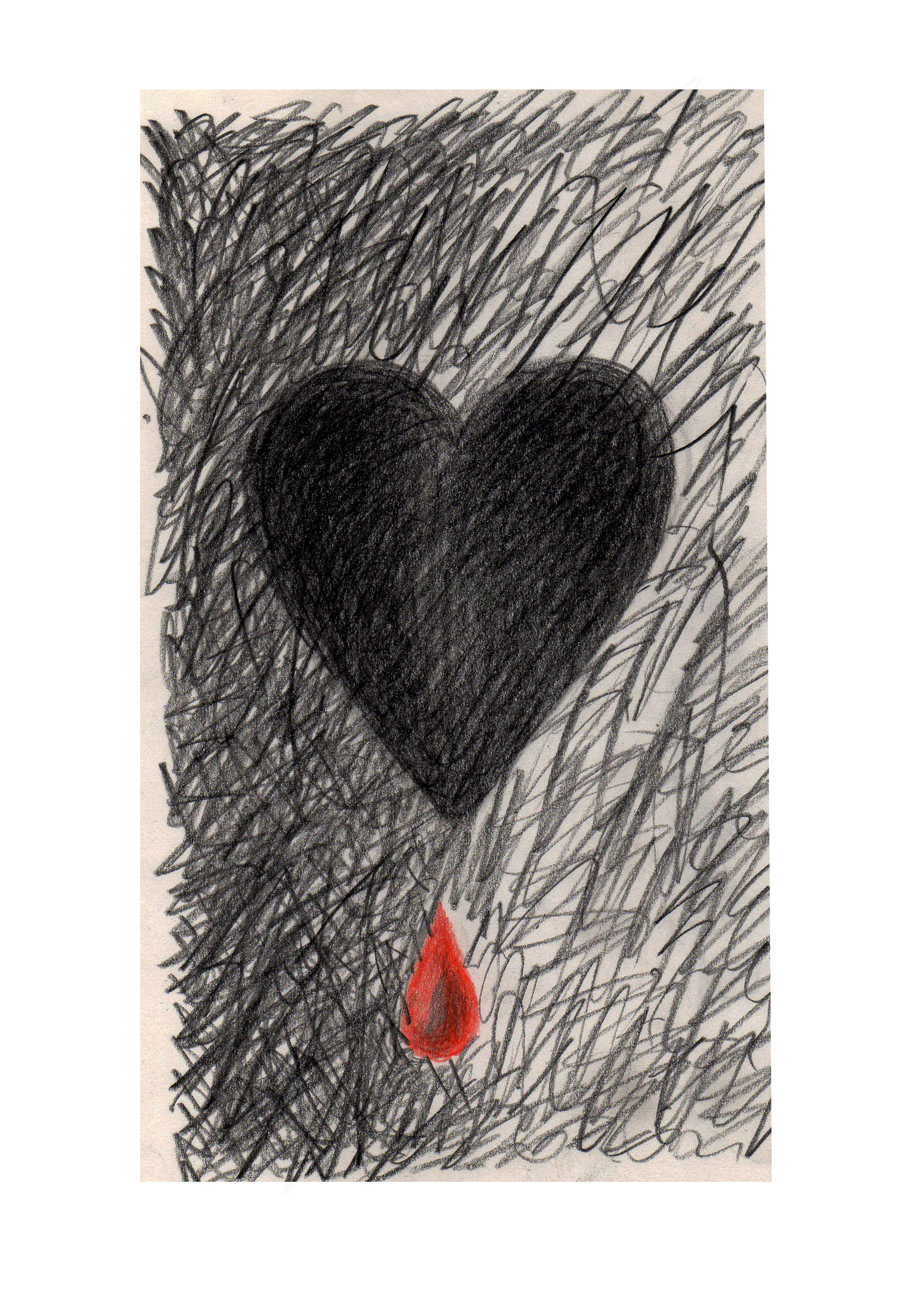
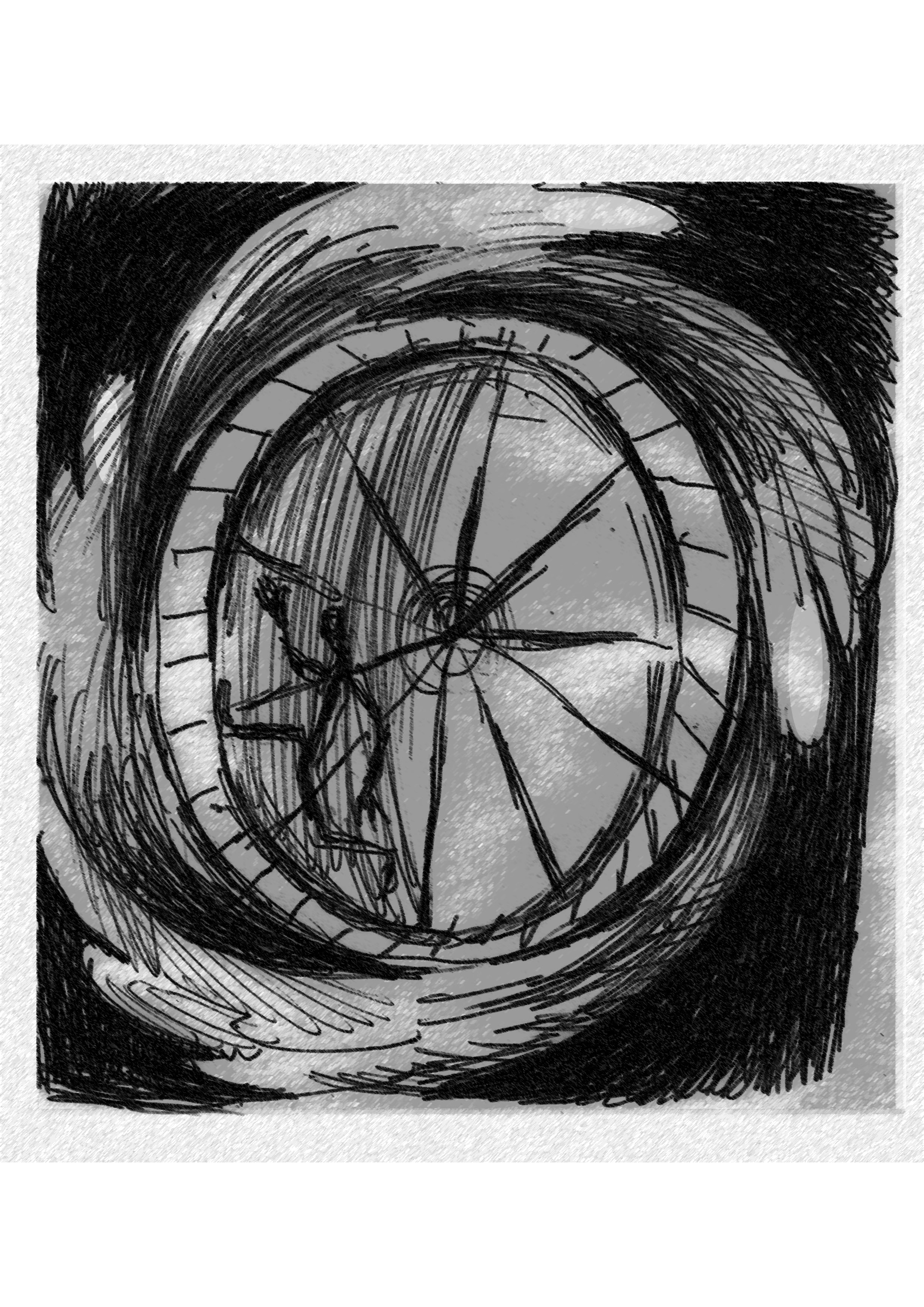
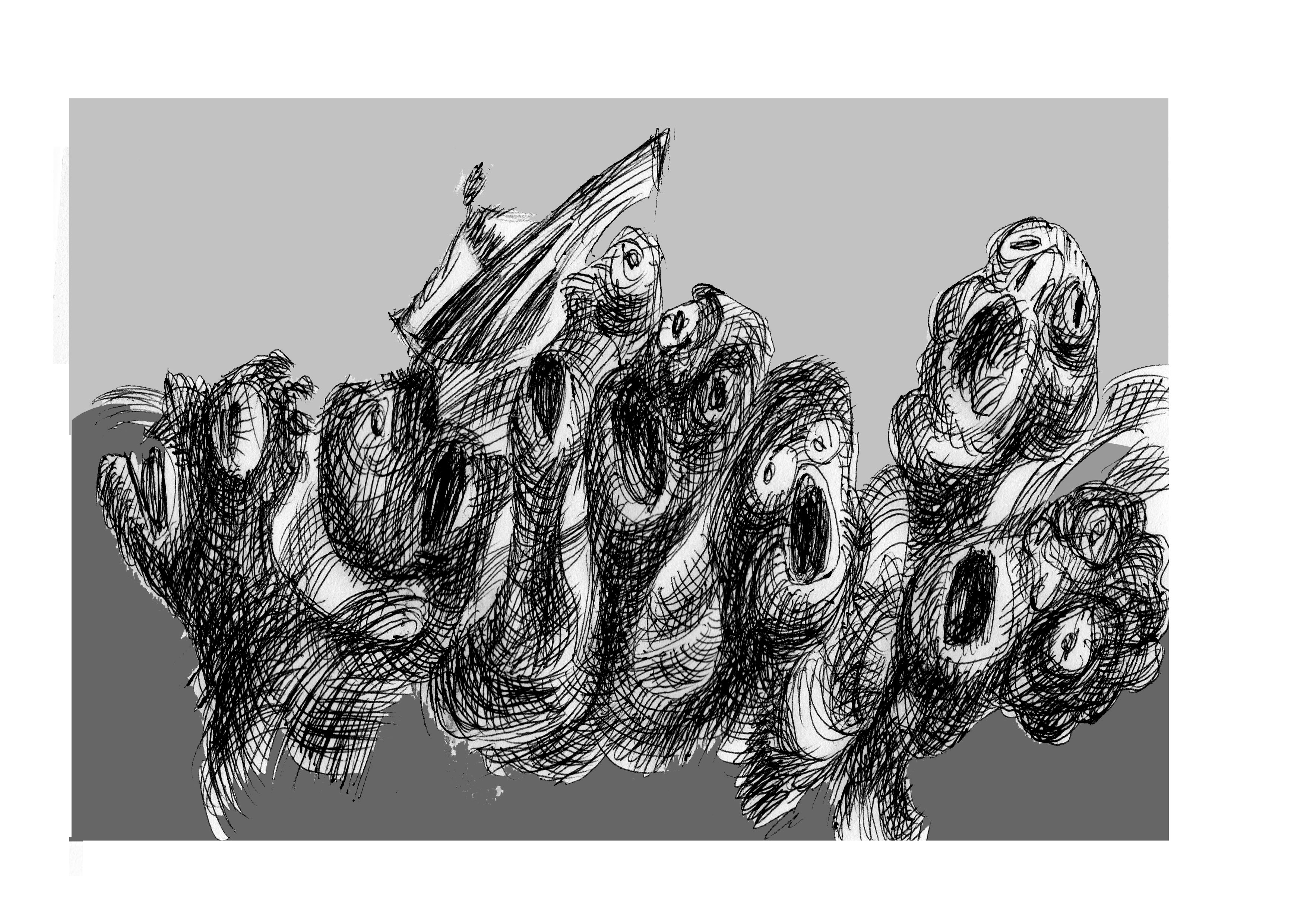
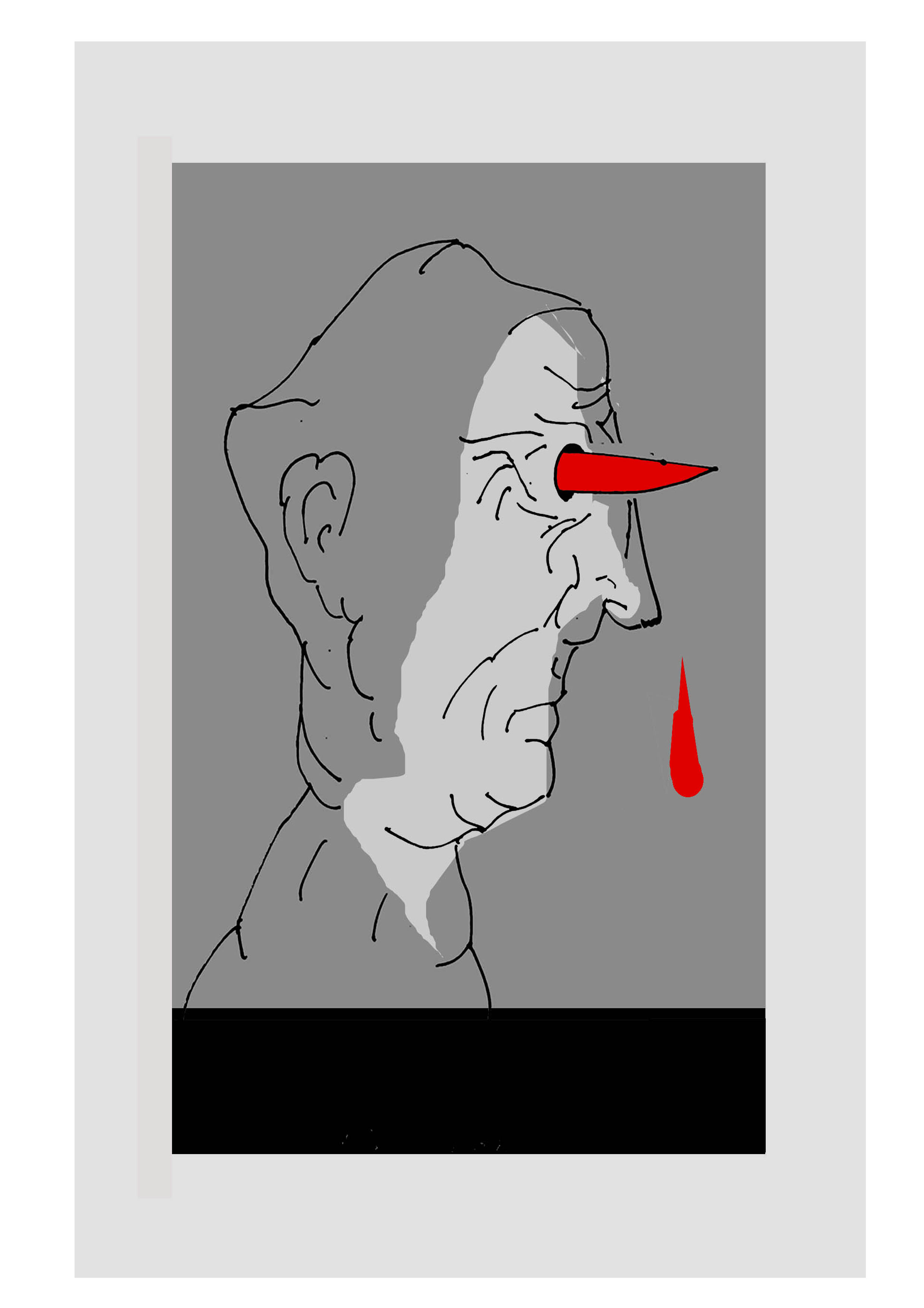
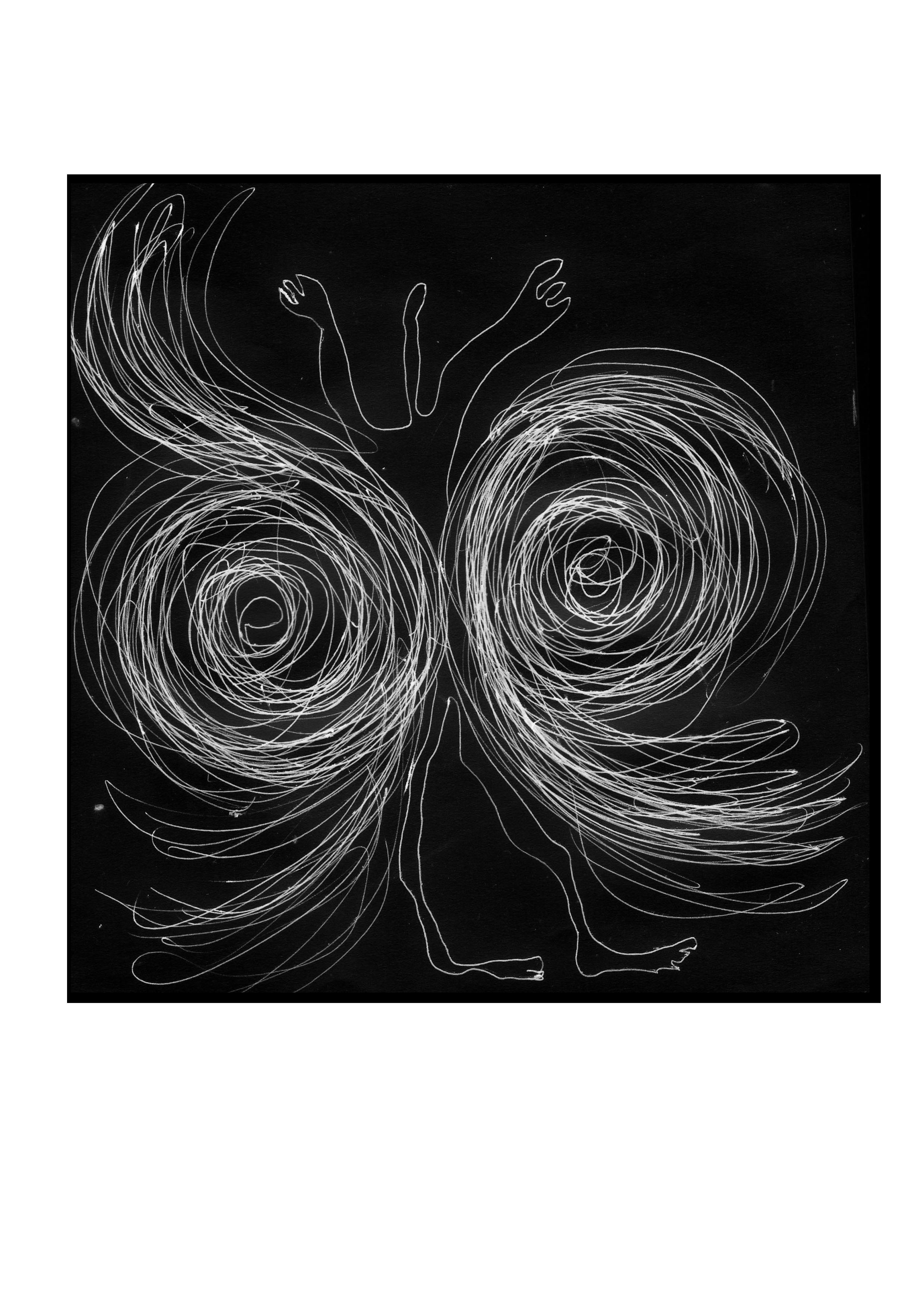
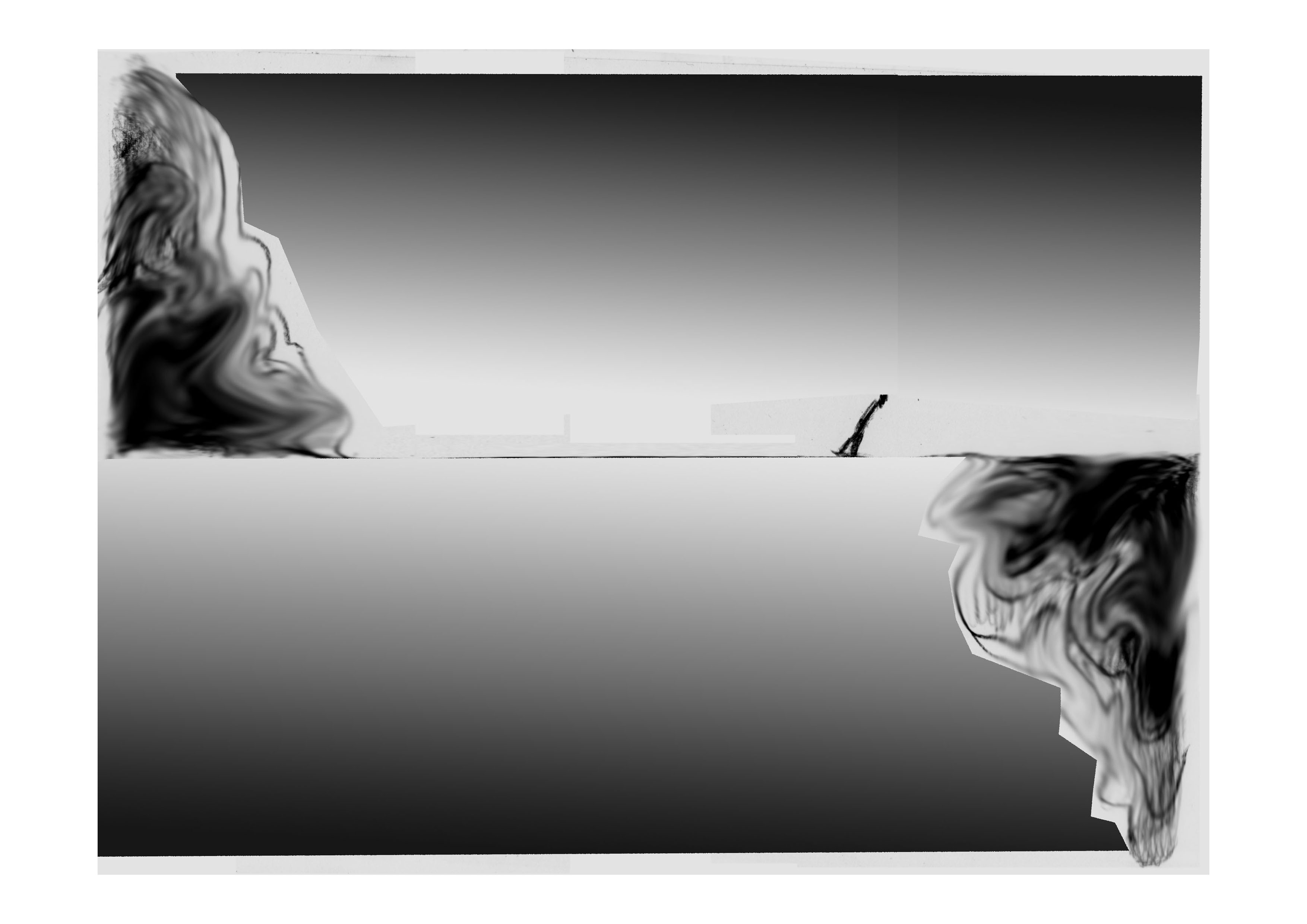
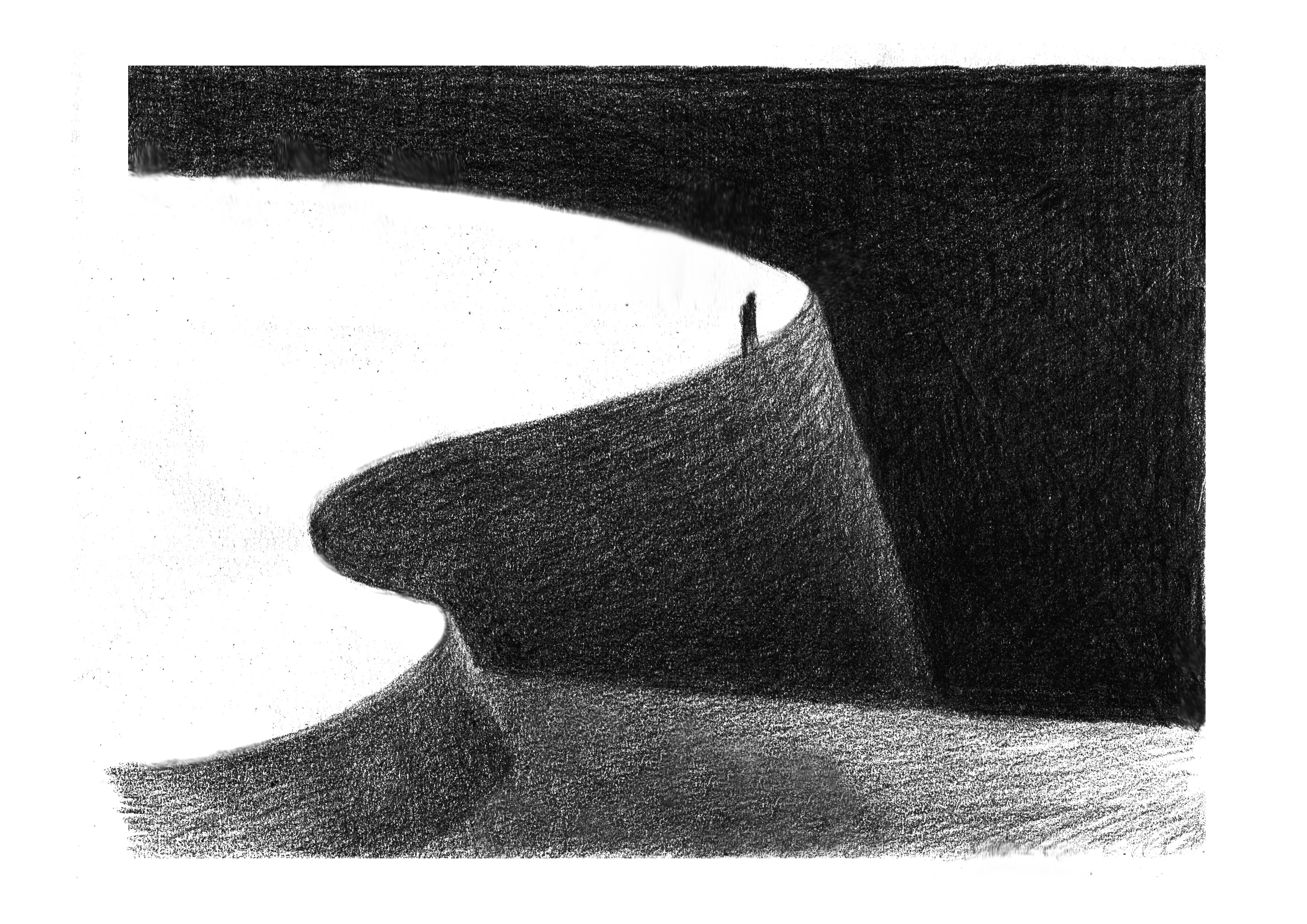
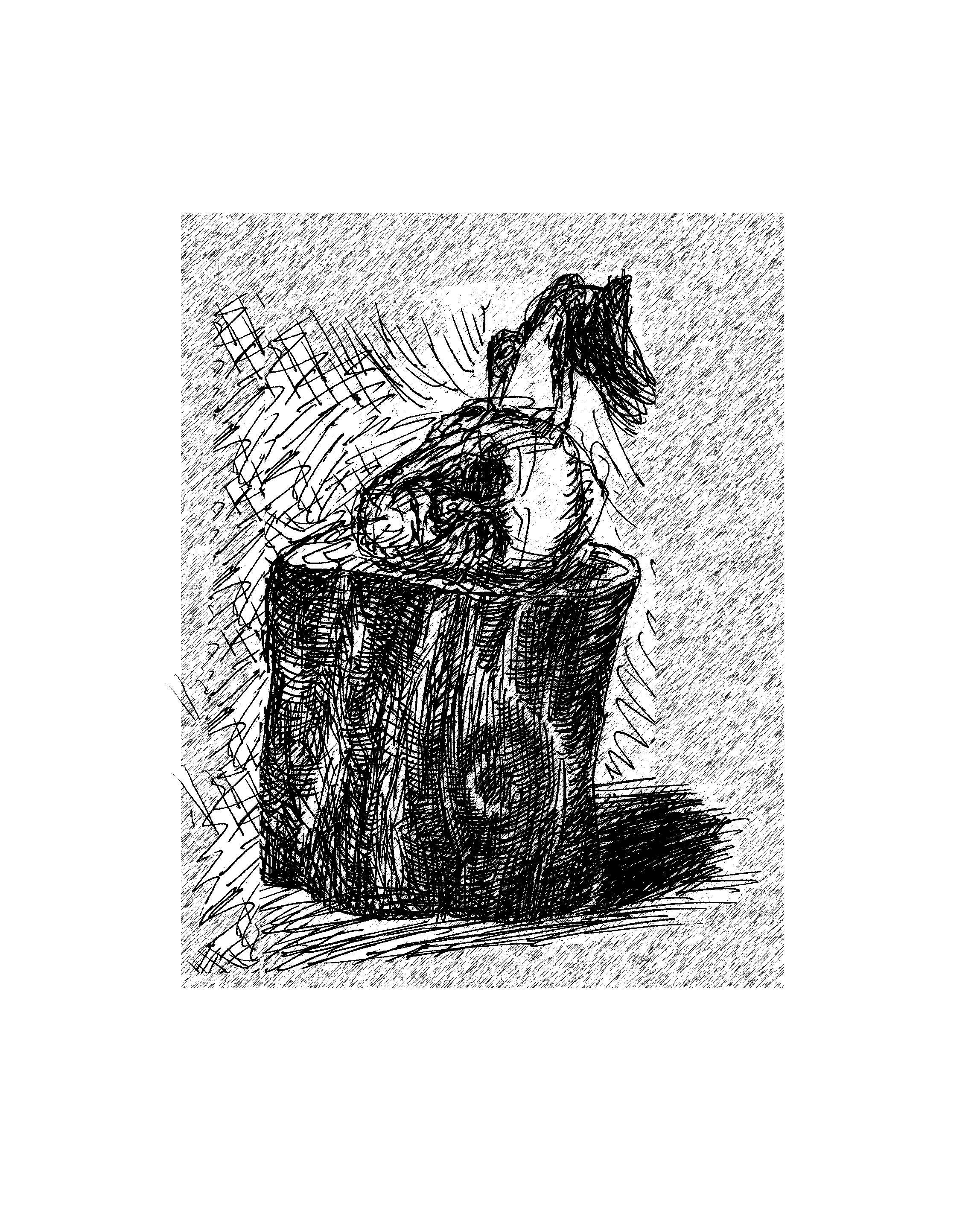
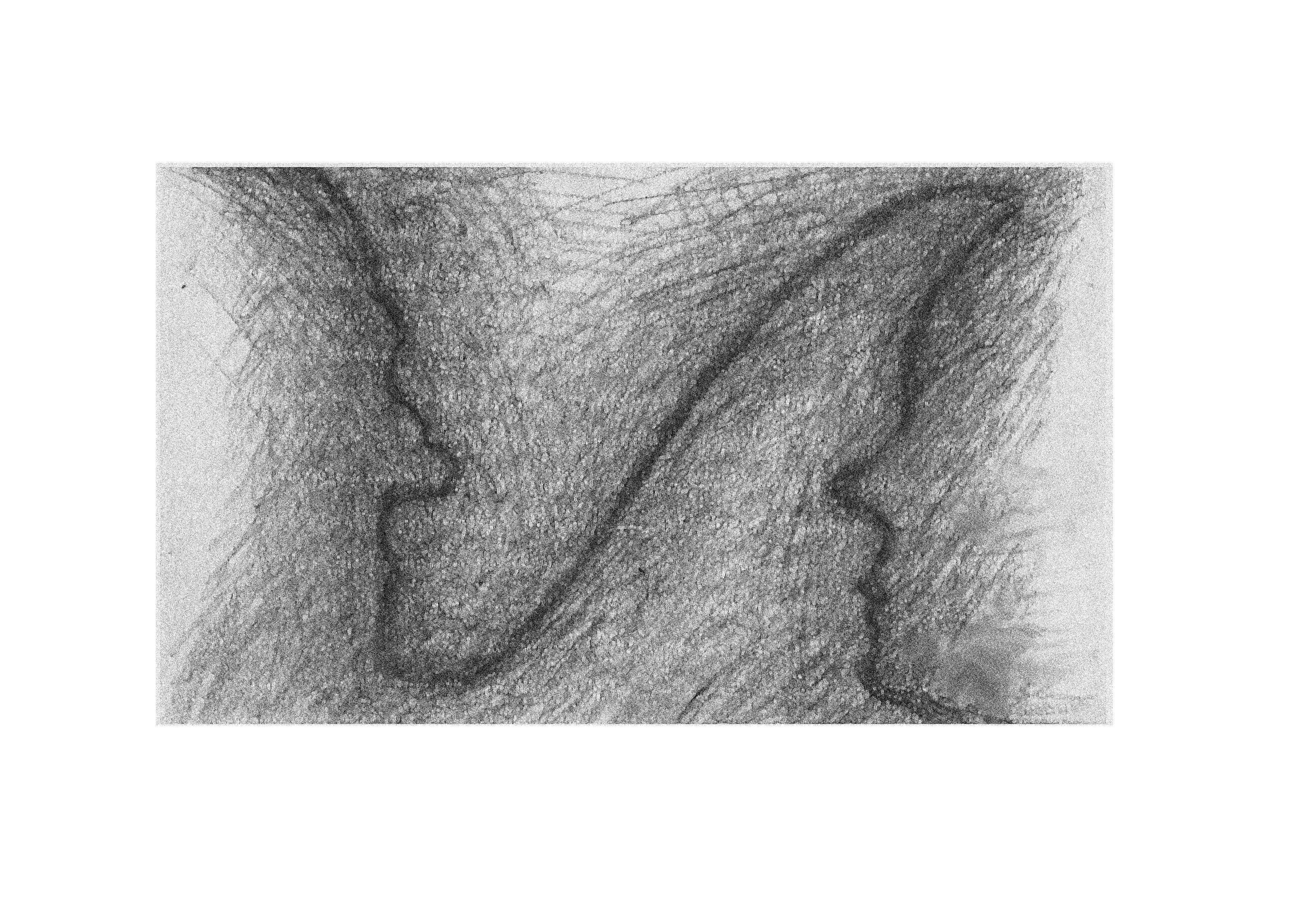
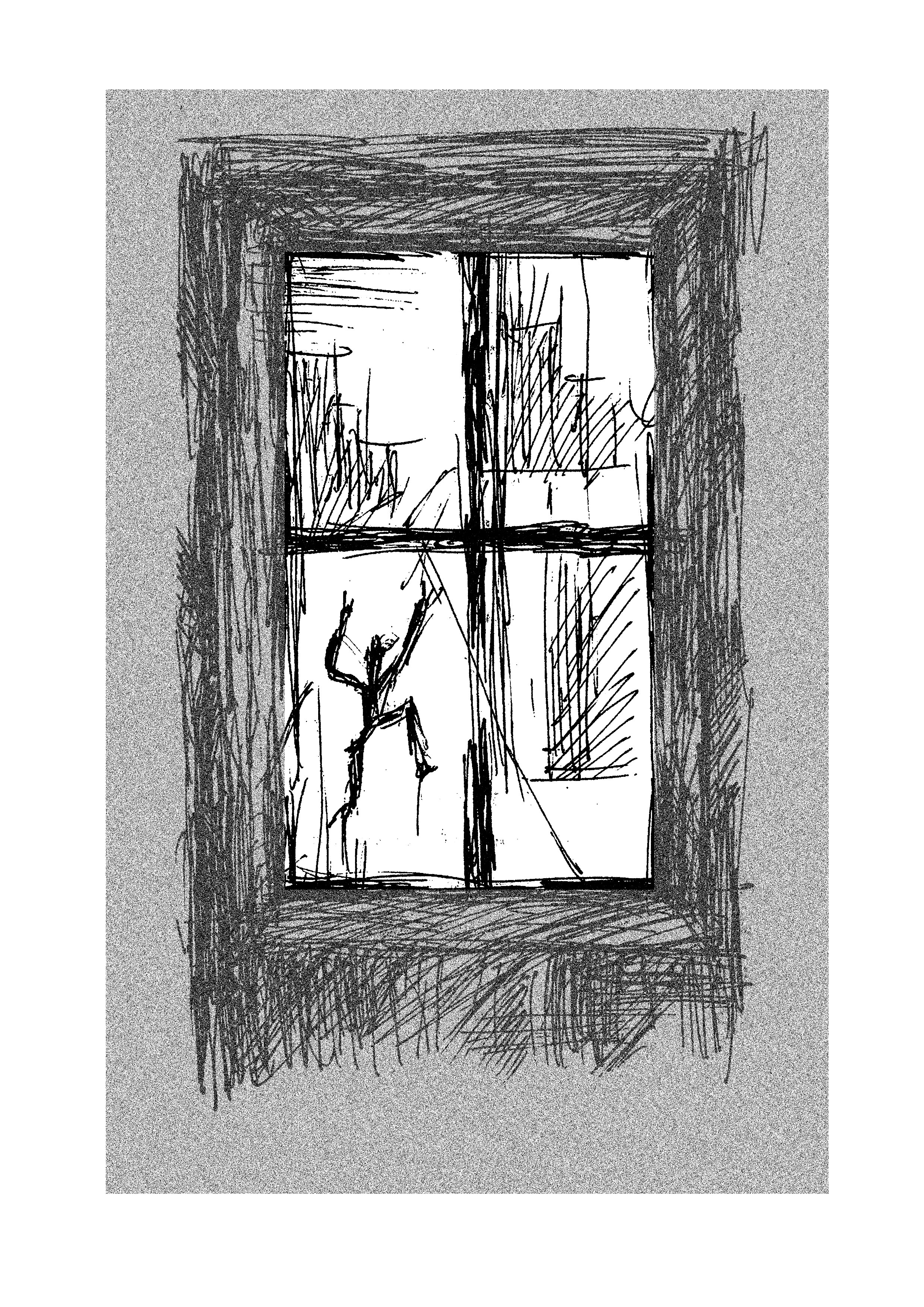
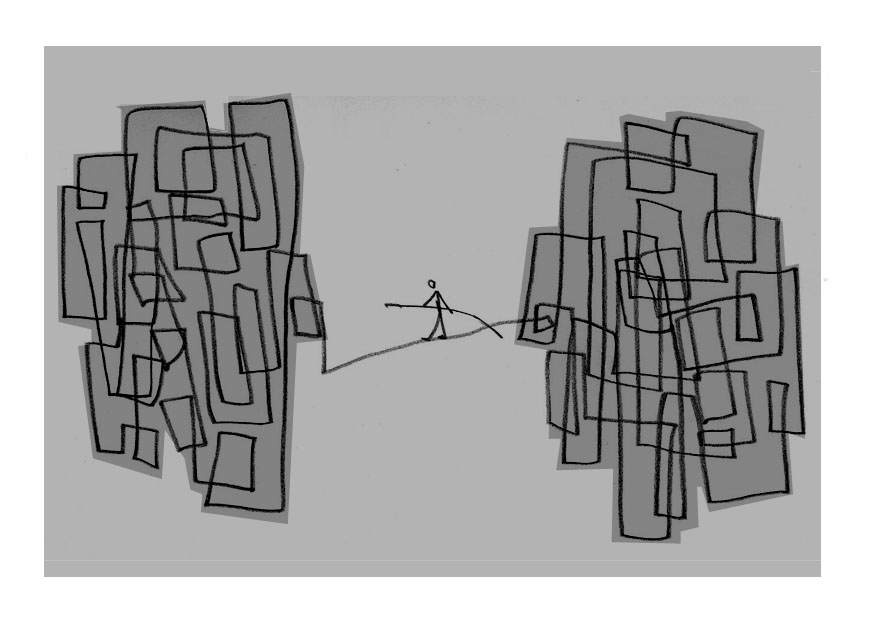
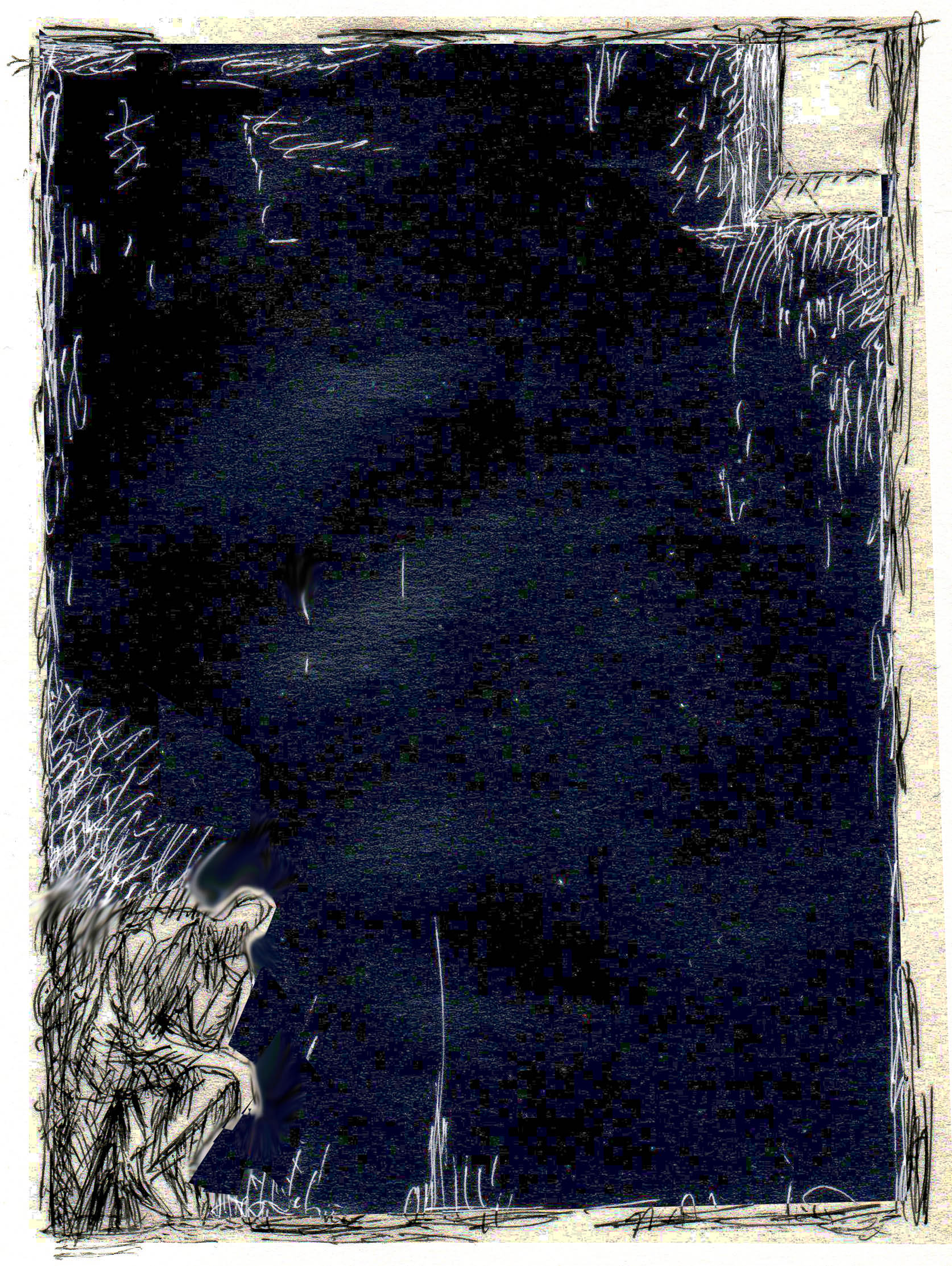